# Ion Antonescu
Ion Antonescu (Pitești, 15 giugno 1882 – Jilava, 1º giugno 1946) è stato un generale, politico e criminale di guerra rumeno. Figlio di un ufficiale dell'esercito e appartenente ad una famiglia di tradizione militare, Antonescu frequentò alcune scuole militari entrando così nell'Esercito rumeno. Dopo aver partecipato alla Rivolta contadina del 1907, agì sia nella Seconda guerra balcanica che nella Prima guerra mondiale, durante la quale la Romania venne accerchiata da Germania, Austria-Ungheria e Bulgaria, dopo che a causa della Rivoluzione d'Ottobre, la Russia era uscita dalla guerra, lasciando la Romania sola sul fronte orientale.
Dopo la guerra, Antonescu si recò a Parigi per assistere alle trattative di Versailles, venendo poi nominato addetto militare prima presso la capitale francese e poi presso quella inglese. Tornato in Romania, ricoprì diversi incarichi militari di prestigio, fino a divenire Capo di Stato maggiore rumeno. Nel 1937 venne nominato Ministro della Guerra nel governo Goga. Nel 1940, la Romania dovette cedere, su pressione tedesca, alcuni territori all'Ungheria, all'Unione Sovietica ed alla Bulgaria, scatenando l'ira del popolo, il quale riteneva che il sovrano Carlo II non si era opposto alle imposizioni della Germania nazista. Il 5 settembre 1940 Antonescu fu nominato Primo ministro in un momento di caos e il giorno dopo si dichiarò Conducător, accentrando così tutti i poteri dello Stato nelle sue mani. Con la sconfitta della Germania e l'offensiva sovietica verso l'Europa, Antonescu fu deposto a seguito di un colpo di stato, a cui partecipò lo stesso re Michele I, succeduto al padre Carlo II. Ion Antonescu fu poi giustiziato nel 1946 come criminale di guerra. È noto anche il suo coinvolgimento nell'olocausto rumeno.

## Biografia

### Giovinezza
Ion Antonescu nacque il 15 giugno 1882 a Pitești, città che si trova a nord-ovest di Bucarest, ed apparteneva ad una famiglia ortodossa rumena dell'alta borghesia e di tradizione militare. Ion era figlio di un ufficiale dell'esercito, il quale voleva che il figlio seguisse le sue orme, e della moglie Lyte Barange, a cui Ion fu particolarmente legato; quando era ancora bambino, suo padre divorziò da sua madre per sposare una donna ebrea, convertita all'Ortodossia. La rottura del matrimonio dei genitori fu un evento traumatico per il giovane Antonescu, il quale non nascose la sua antipatia per la matrigna. Secondo una storia, Ion Antonescu era un ex compagno di classe di Wilhelm Filderman, il futuro attivista rumeno della comunità ebraica. Su ordine del padre, nel 1898 si iscrisse alla Scuola per figli di militari di Craiova, presso la quale si diplomò quattro anni dopo. Nel 1902 si iscrisse alla Scuola preparatoria per ufficiali di fanteria e cavalleria, intraprendendo così ufficialmente la carriera militare. Dopo essersi laureato nel 1904, Antonescu si arruolò nell'Esercito rumeno con il grado di Sottotenente ed iniziò la sua attività come ufficiale nel 1° Reggimento Roşiori. 

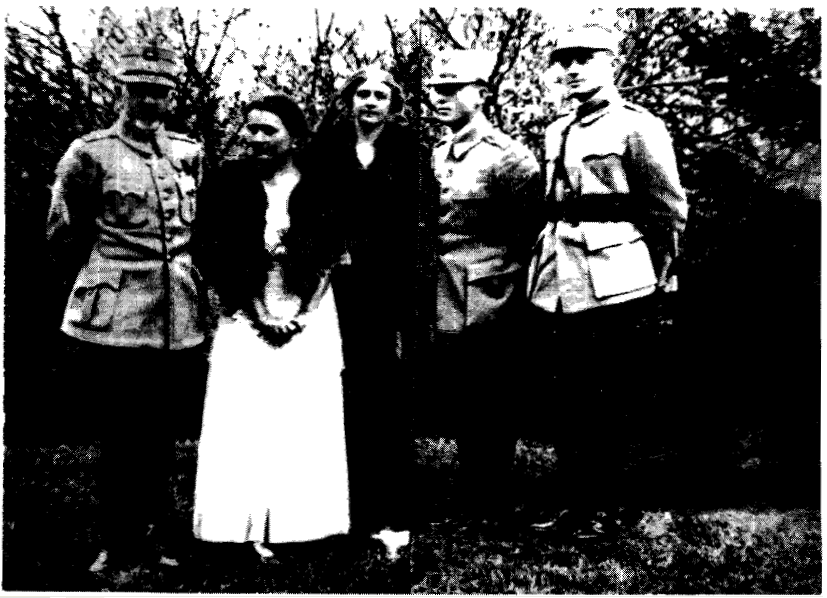
Ion Antonescu secondo da sinistra.

Trascorse i successivi due anni in corsi presso una scuola di cavalleria speciale a Târgoviște: è stato riferito che Antonescu era uno studente zelante e propositivo, infastidito dalla lentezza della promozione. Nel corso del tempo, la reputazione di essere un comandante duro e spietato, insieme ai suoi capelli rossicci, gli valsero il soprannome di Câinele Roşu (Cane Rosso). Nel 1907 partecipò alla Rivolta contadina, distinguendosi alla testa di un piccolo distaccamento che difendeva l'ingresso di Galați, convincendo i contadini a non entrare in città senza sparare un solo colpo. Raggiunse il grado di Tenente. Nel 1911, il Tenente Antonescu fu il primo ad essere ammesso alla Scuola superiore di guerra, presso la quale si diplomò due anni dopo. Partecipò alla Seconda guerra balcanica, combattuta da Romania, Serbia, Montenegro, Grecia ed Impero ottomano contro la Bulgaria (scatenò il conflitto non contenta della divisione della Macedonia a seguito della Prima guerra balcanica), come capitano capo dell'Ufficio Operazioni presso lo Stato Maggiore della 1ª Divisione di Cavalleria, nel 1913. Per i suoi meriti nella campagna militare, gli fu conferita l'onorificenza "Virtù Militare". Tra il 1° novembre 1914 e il 1° aprile 1915 lavorò presso la Scuola Militare di Cavalleria.

### Grande Guerra
Con lo scoppio della Prima guerra mondiale, il 28 luglio 1914, la Romania rimase neutrale fino al 1916, quando aderì al conflitto a fianco dell'Intesa; con l'adesione, Antonescu ricoprì l'incarico di capo dello stato maggiore del generale Constantin Prezan. Con l'inizio della Campagna di Romania, le truppe rumene attraversarono i Carpazi entrando così nella Transilvania austro-ungarica. Gli sforzi rumeni però furono inutili dal momento che furono respinte dagli eserciti bulgaro e tedesco, che sconfissero quello rumeno, mal equipaggiato e scarsamente difeso, nella battaglia di Turtucaia, combattuta tra il 2 ed il 6 settembre 1916. Gli Imperi centrali avanzarono così in Dobrugia. Con la Rivoluzione d'ottobre e la conseguente uscita della Russia dal conflitto, la Romania rimaneva l'unica nazione dell'Intesa sul fronte orientale essendo accerchiata dalla Germania, dall'Austria-Ungheria e dalla Bulgaria; la Romania fu costretta a firmare un trattato di pace, Trattato di Bucarest (1918), che però fu successivamente dichiarato nullo in quanto non firmato dal re Ferdinando I di Romania. La Romania ritornò a combattere il 10 novembre 1918, un giorno prima della cessazione del fuoco sul fronte occidentale.

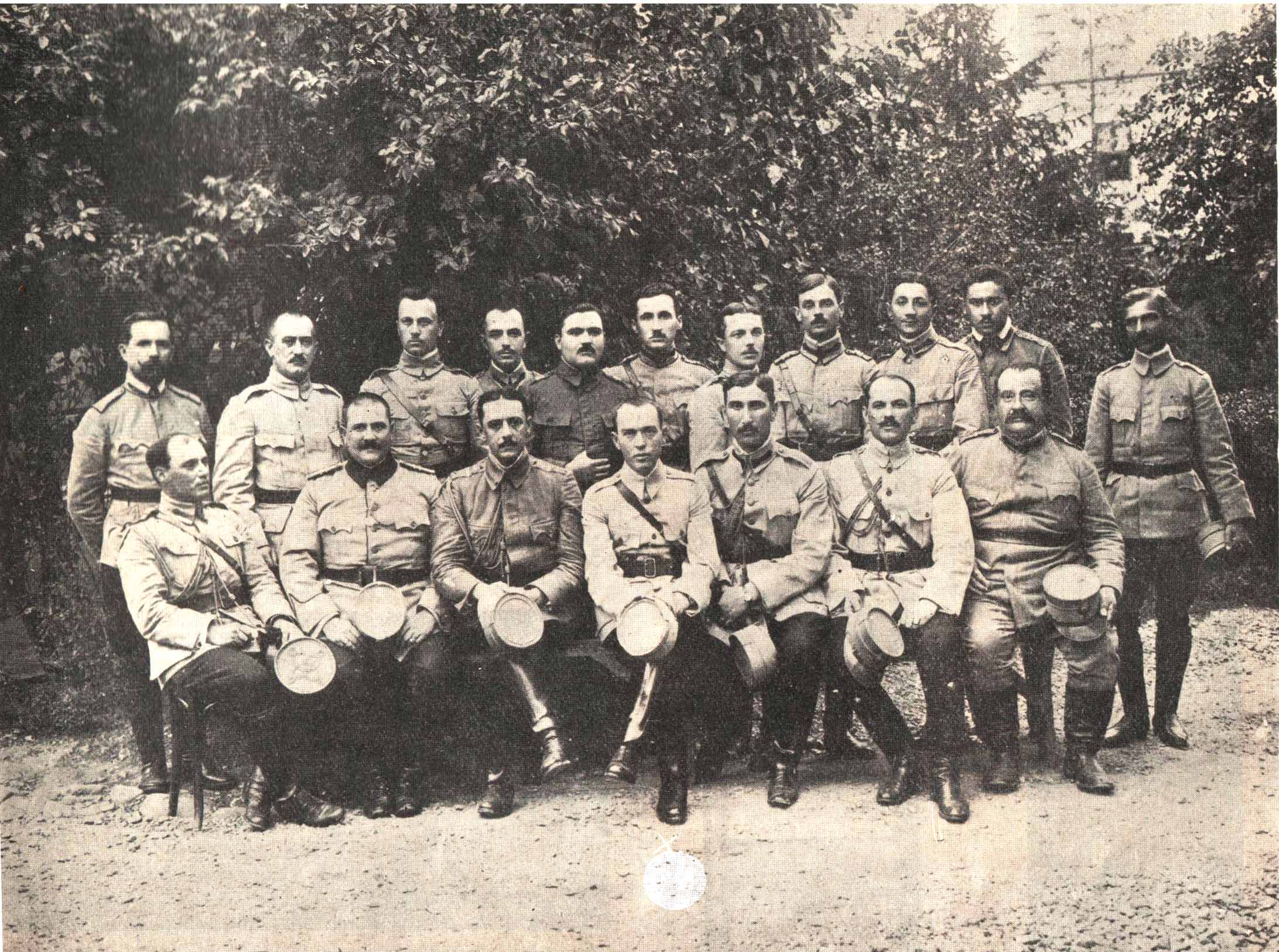
Ion Antonescu (in basso, al centro) con gli ufficiali della Sezione "Operazioni" dello Stato Maggiore Generale in guerra (Marele Cartier General), a fine del marzo 1918.

Antonescu fu nominato comandante del Reggimento di cavalleria e nel frattempo le truppe rumene lanciarono un'offensiva che determinò l'unificazione della Transilvania con la Romania. Dopo la guerra, i successi di Antonescu come ufficiale furono notati, tra gli altri, dal politico Ion Duca, il quale scrisse che "il suo intelletto, la sua abilità e la sua attività portarono gloria a lui e all'intero paese". Durante la Prima guerra mondiale Antonescu ricoprì anche i ruoli di capo dell'Ufficio Operazioni del 4° Corpo d'Armata (1° aprile 1915 - 1° novembre 1916), dell'Ufficio Operazioni del Gruppo d'Armate comandato dal generale Constantin Prezan (12 novembre - 5 dicembre 1916) e dell'Ufficio Operazioni del Gran Quartier Generale (5 dicembre 1916 - 1° aprile 1918). Con il grado di Maggiore, Antonescu venne inviato nell'aprile del 1917 a Pietrogrado come delegato del Grande Quartier Generale, per stabilire il piano di collaborazione russo-rumena. Antonescu fu anche colui che ideò i piani per la battaglia di Mărăşeşti nell'estate del 1917, quando l'esercito rumeno ottenne una schiacciante vittoria. Per questo motivo, fu decorato dal re Ferdinando con l'Ordine di Michele il Coraggioso, rivolgendosi a lui in questa occasione con le parole: "Antonescu, nessun altro può conoscere meglio del tuo re i grandi servizi che hai reso al paese in questa guerra". Dal 1918 divenne capo della sezione operazioni presso il Quartier Generale. Nel luglio 1919, la rivolta popolare in Ungheria spinse le truppe ungheresi a riaprire le ostilità contro le truppe rumene di stanza sui monti Apuseni; Antonescu viene inviato a Costantinopoli ed a Belgrado come delegato del Quartier Generale per discutere il piano operativo contro l'Ungheria. In poche settimane l'esercito bolscevico ungherese fu sconfitto ed i soldati rumeni entrarono vittoriosi a Budapest.

### Posizioni militari
Promosso a Tenente colonnello, Ion Antonescu partecipò al Trattato di Versailles del 1919, contribuendo a consolidare l'annessione della Transilvania alla Romania. Anche allora, Ion Antonescu sostenne l'espansione del dominio rumeno oltre la Grande Romania e, a rischio di una possibile guerra con la giovane Jugoslavia, raccomandò l'annessione della regione di Banato e della valle del Timok. Nell'aprile 1920, Antonescu fu nominato comandante della Scuola speciale di cavalleria di Târgovişte e poi addetto militare in Francia, dove incontrò il generale francese Victor Petin, il quale descrisse Ion come "estremamente vano, sciovinista e xenofobo", ma riconobbe anche il suo "grande valore militare". Antonescu era noto per i suoi frequenti e instabili cambiamenti di umore, che andavano dalla rabbia rumorosa alla calma flemmatica. Lo storico israeliano Jean Ansel scrisse che i frequenti cambiamenti di umore erano causati dalla sifilide, che contrasse probabilmente in gioventù e di cui soffrì fino alla morte. Dopo Parigi, fu nominato addetto militare a Londra e richiamato in patria, fu nominato comandante del Centro di addestramento della cavalleria di Sibiu, e poi ricoprì per un anno l'incarico di comandante della Scuola superiore di guerra (luglio 1927 - aprile 1928). 

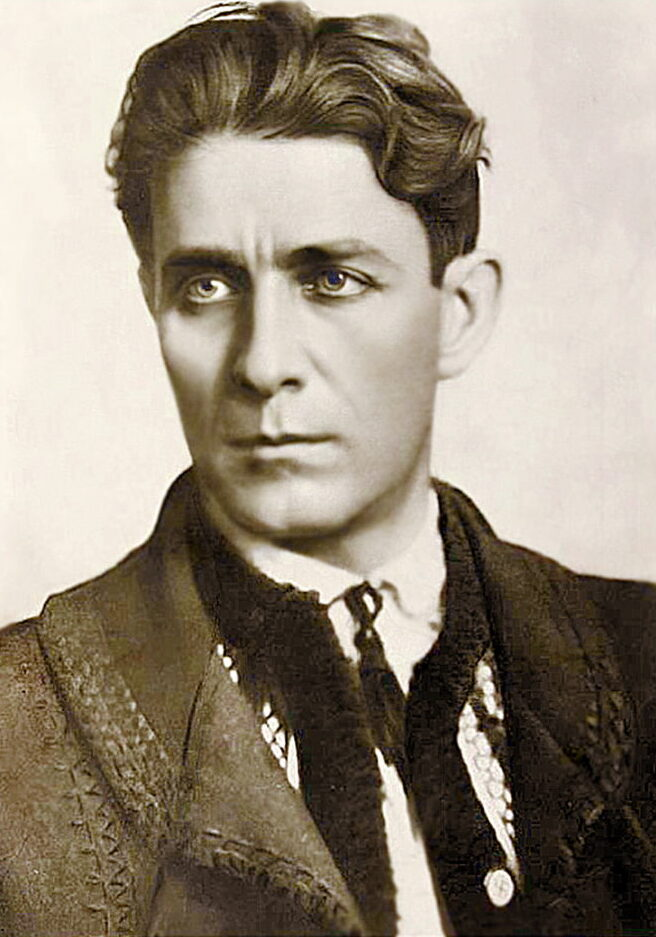
Corneliu Zelea Codreanu, fondatore del movimento della Guardia di Ferro.

Per un breve periodo ricoprì la carica di Segretario generale del Ministero della Difesa Nazionale. Dal 1° aprile 1929 al luglio 1931 comandò a turno la 5ª, l'8ª e la 6ª Brigata di cavalleria. Nel luglio 1931, con il grado di Generale, tornò alla guida della Scuola Superiore di Guerra, dove rimase fino al 15 agosto 1933. Tra il 1° dicembre 1933 e l'11 dicembre 1934, Ion Antonescu fu a capo dello Stato Maggiore Generale.  Alla fine del 1937, dopo che le elezioni generali rumene di dicembre arrivarono a un risultato poco convincente, il re Carol II, sul trono dal 1930, nominò Octavian Goga come primo ministro, formando un gabinetto di estrema destra. Fu allora che la discriminazione contro la comunità ebraica iniziò in Romania. La nomina di Goga aveva lo scopo di frenare la crescita del più popolare e ancora più radicale di Corneliu Zelea Codreanu, il famoso capitano della Guardia di ferro, movimento politico e partito rumano fascista. Sempre in quel periodo, la Romania dovette scegliere se mantenere la sua tradizionale alleanza, iniziata dalla Grande guerra, con la Francia e Gran Bretagna, o avvicinarsi alla Germania nazista, aderendo eventualmente al Patto anticomintern, trattato di alleanza politica diretto contro l'Unione Sovietica, concluso il 25 novembre 1936 a Berlino tra Terzo Reich ed il Giappone, a cui si aggiunsero successivamente l'Italia ed altri Paesi.
A quel tempo, Antonescu non era ancora un sostenitore dell'alleanza con Hitler, considerando la vicinanza della Romania con l'Intesa come assicurazione contro il revanscismo ungherese e sovietico, ma, essendo anticomunista, era sospettoso del riavvicinamento franco-sovietico. Preoccupato per le intenzioni dell'Ungheria riguardo alla Transilvania, ordinò allo Stato Maggiore di prepararsi per un attacco in direzione ovest. Il 25 dicembre 1937, Ion Antonescu venne promosso al grado di generale di divisione. Tre giorni dopo venne nominato Ministro della Guerra (della Difesa Nazionale) nel governo di Octavian Goga. Con il colpo di stato del 10 febbraio 1938, Carlo II destituì Goga dall'esecutivo e formò un governo guidato dal patriarca Miron Cristea; il nuovo regime venne istituzionalizzato dalla Costituzione del 27 febbraio 1938. Antonescu mantenne il suo incarico di Ministro della Guerra. La politica di re Carol non era di suo gradimento e, in seguito a un memorandum che il capo dello Stato considerava offensivo, Antonescu non ricevette alcuna carica quando fu formato il secondo governo guidato da Miron Cristea, venendo mandato a "disciplinarsi" sotto il comando del 4° Corpo Territoriale. Il 9 luglio 1940 fu costretto a vivere nel monastero di Bistrita.

### Conducător di Romania

#### Ascesa al potere

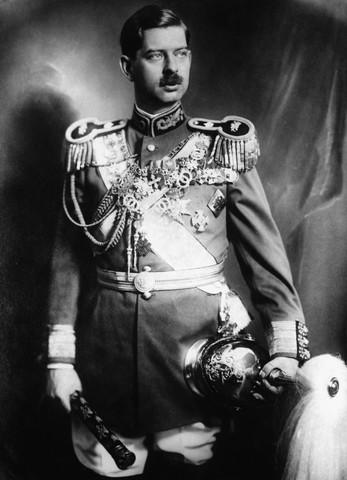
Carlo II di Romania (1930 - 1940).

Lo scoppio della Seconda guerra mondiale e gli eventi internazionali dell'inizio del 1940 lasciarono la Romania senza alcun sostegno esterno e le garanzie di Francia e Gran Bretagna divennero inefficaci. In questo contesto si verificarono le perdite territoriali dell'estate del 1940, che lasciarono il Paese in una situazione drammatica: la Romania fu costretta dalla Germania nazista a concedere numerosi territori: la Bessarabia all'Unione Sovietica, la Transilvania all'Ungheria e la regione della Dobrugia alla Bulgaria. Il 28 giugno 1940 il Consiglio della Corona fu costretto a cedere alle pressioni dell'Unione Sovietica, che attraverso due ultimatum richiese l'evacuazione d'emergenza della Bessarabia e della Bucovina settentrionale. Sebbene re Carlo II avesse orientato la sua politica estera verso la Germania e l'Italia, i suoi calcoli politici si rivelarono errati. Sotto la pressione di Hitler, la Romania cedette la Dobrugia Meridionale (detta anche Quadrilatero) alla Bulgaria e, al Consiglio della Corona del 30 agosto 1940, si decise di accettare il Secondo arbitrato di Vienna, con il quale la Romania cedette all'Ungheria la Transilvania nordoccidentale, un territorio di 44.000 kmq che comprendeva la città di Cluj-Napoca. La decisione del Consiglio della Corona provocò grandi manifestazioni di piazza a cui parteciparono masse di persone di tutte le categorie sociali ed economiche e di tutti gli orientamenti politici. In questo contesto, la figura del generale Ion Antonescu riapparve in primo piano. Sebbene fosse un noto oppositore del capo dello Stato, Antonescu era ritenuto da re Carol l'unica persona in grado di ristabilire l'ordine nel Paese in quel momento. Informato di questa decisione, il 1° settembre Iuliu Maniu incontrò Antonescu, durante il quale i due decisero di agire per detronizzare il monarca e formare un governo di unità nazionale. Il 2 settembre 1940, Valer Pop, politico rumeno, consigliò al sovrano di nominare Ion Antonescu primo ministro per risolvere la crisi politica. Le ragioni per questo suggerimento erano basate in parte sul fatto che Antonescu era noto per essere simpatizzante della Guardia di ferro, e poi perché faceva parte dell'élite militare-politica rumena.

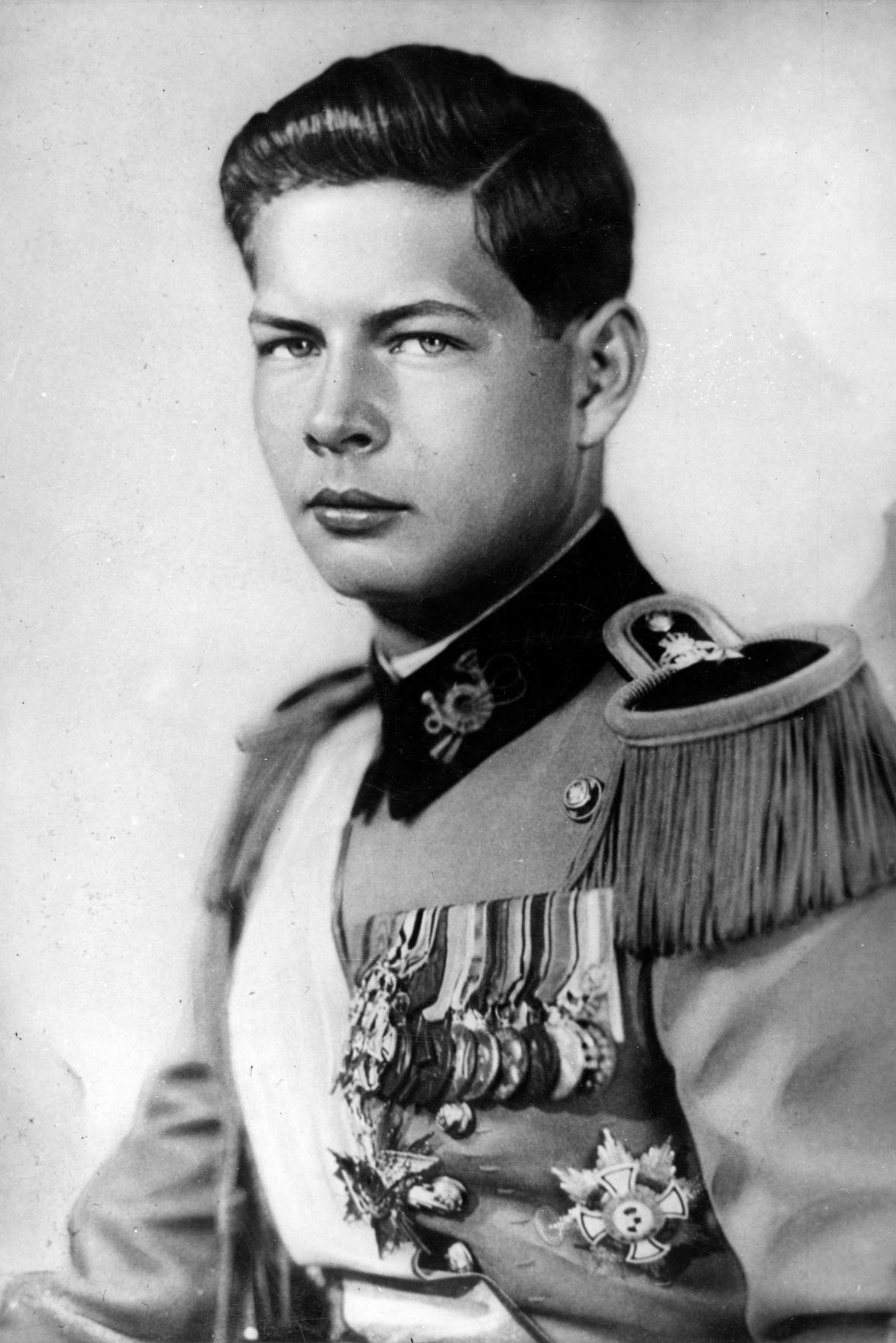
Michele I di Romania (1940 - 1947).

Il 4 settembre 1940 il re nominò Antonescu Primo ministro. La sera successiva alla sua nomina, il generale chiese a Carol II di investirlo di pieni poteri: nonostante il suo iniziale rifiuto, verso le 3:50 del mattino del 5 settembre, il sovrano firmò il decreto che conferiva a Ion Antonescu pieni poteri nello Stato. Contemporaneamente venne abrogata la Costituzione del 27 febbraio 1938 e vennero sciolti gli organi legislativi. Tra le continue manifestazioni pubbliche, verso le 21.30, Antonescu chiese a Carol II di abdicare, avvertendolo che in caso di rifiuto non sarebbe più stato responsabile della sicurezza della persona e del seguito reale. In un clima di estrema tensione, la mattina del 6 settembre 1940, Carlo II firmò un manifesto in cui affermava: «Oggi, giorni di indicibili difficoltà affliggono il Paese, che si trova di fronte a grandi pericoli. Voglio, per il mio grande amore per questa terra dove sono nato e cresciuto, allontanare questi pericoli trasmettendo oggi a mio figlio, che so quanto lo ami, i gravi fardelli del Regno». Il generale Antonescu firmò immediatamente un decreto legge in cui si affermava che: "Considerato l'atto di abdicazione di Sua Maestà il Re Carlo II", la successione al trono tornava al Gran Voivoda Michele (Michele I di Romania). Di conseguenza, il nuovo sovrano fu invitato a prestare giuramento. Quando l'aiutante di campo firmò, re Michele stava ancora dormendo e quando sollevò il ricevitore gli fu detto: "Vostra Maestà è convocata nella Sala del Trono alle dieci per prestare giuramento di incoronazione". Michele acconsentì alla richiesta, scendendo nella Sala del Trono, dove erano presenti solo tre funzionari: il generale Ion Antonescu, il patriarca Nicodim Munteanu e Gheorghe Lupu, presidente dell'Alta Corte di Cassazione e Giustizia. Michele prestò giuramento con una nuova formula, dettata da Antonescu:
Antonescu dichiarerà più tardi che cambiando la formula del giuramento voleva sottolineare che «in futuro la nazione verrà sempre davanti al re». Subito dopo la cerimonia del giuramento, Michele firmò il seguente decreto: Articolo I. Investiamo il generale Antonescu, presidente del Consiglio dei ministri, di pieni poteri per guidare lo Stato rumeno. Da questo momento in poi, le prerogative di re Michele rimasero molto limitate. La mattina dopo, l'ex sovrano Carlo II lasciò il Paese accompagnata dall'amante, poi moglie, Magda Lupescu. Contemporaneamente venne firmato il trattato con il quale la Romania cedeva il Quadrilatero alla Bulgaria.

#### Instaurazione della dittatura

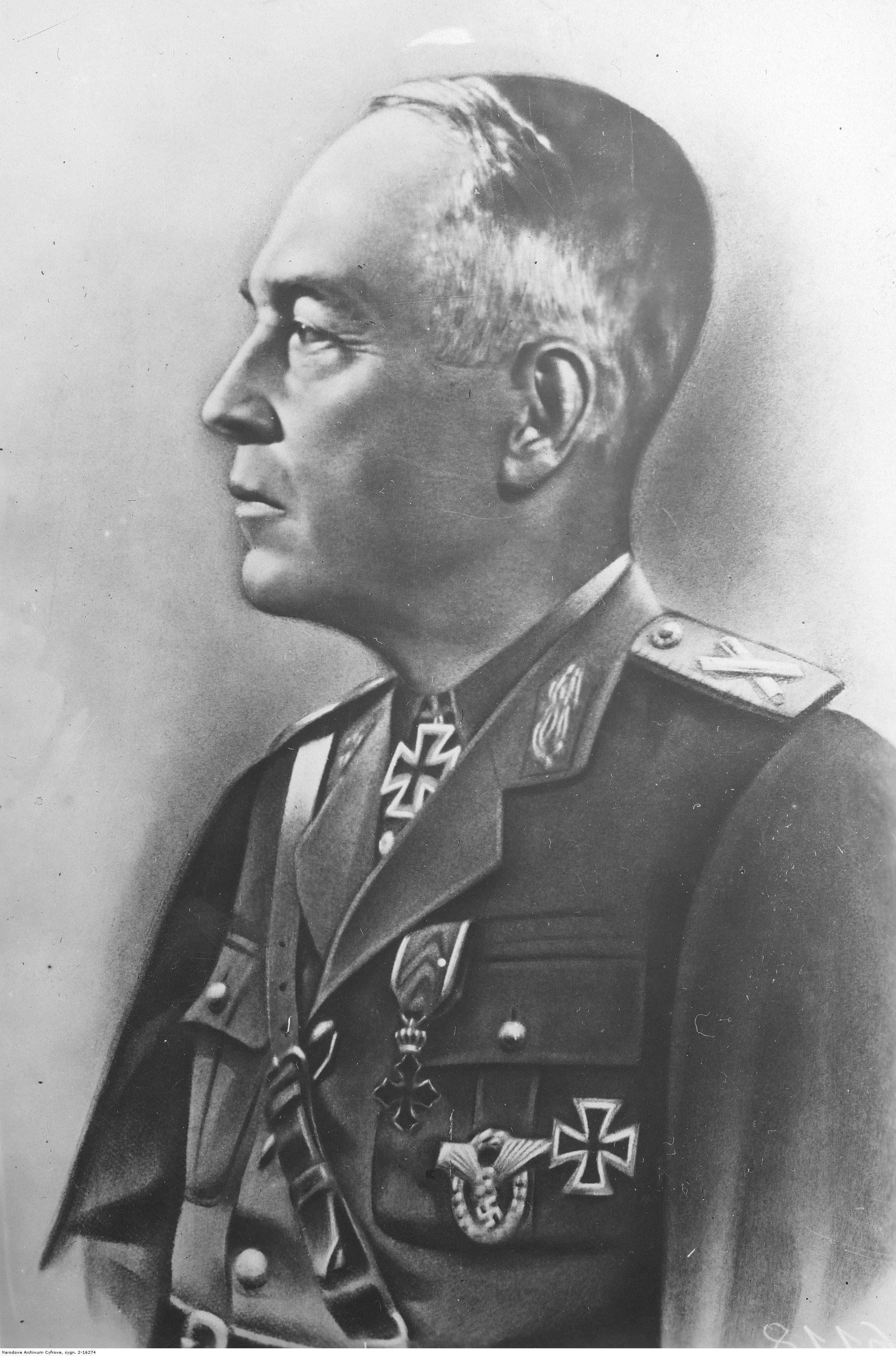
Ion Antonescu, Conducător di Romania.

Stendardo del Maresciallo Antonescu.

L'8 settembre 1940, il generale si arrogò il titolo di "capo dello Stato", proclamandosi Conducător di Romania, non dovendo più rispondere dei suoi atti davanti a nessuna tribuna politica o altro mezzo di controllo. Iuliu Maniu, presidente del PNŢ (Partito Nazionale Contadino), e Dinu Brătianu, presidente del PNL (Partito Nazionale Liberale), non volevano più far parte del nuovo governo, così Antonescu negoziò la partecipazione del Movimento Legionario all'atto di governo. In questo senso, il 14 settembre la Romania venne dichiarata “Stato nazional-legionario”: Horia Sima, il capo dei legionari, venne nominato vicepresidente del Consiglio dei ministri. La collaborazione tra Antonescu e i legionari fu imposta dalla situazione politica. Sul fronte estero, Antonescu continuò a orientare la politica estera della Romania verso la Germania, che a quel tempo dominava l'Europa. Il generale chiese ad Hitler di inviare una missione militare tedesca in Romania. Il suo scopo era garantire la sicurezza della zona della valle di Prahova, le cui riserve di petrolio erano molto importanti per l'esercito tedesco. Hitler utilizzò questo mezzo per aumentare il suo dominio sulla Romania. Il 23 novembre 1940 il generale Ion Antonescu firmò l'atto di adesione al Patto tripartito, creato da Germania, Italia e Giappone, atto che segnò l'incorporazione del paese nel sistema politico dell'Asse. Sul piano interno, i legionari passarono automaticamente a promuovere la propria politica, ignorando il generale, perché questi non agiva secondo lo spirito dell'ideologia. Inoltre, la collaborazione nel governo tra il gruppo militare di Antonescu ed i legionari di Horia Sima era segnata da animosità. Con il pretesto di rumenizzare l'economia nazionale, i legionari procedettero alla nazionalizzazione di alcune fabbriche. Crearono anche istituzioni proprie che funzionavano parallelamente a quelle ufficiali. Una volta al potere, i legionari furono in grado di scatenare atti di vendetta: la polizia legionaria arrestò senza mandato coloro che considerava oppositori. In occasione della sepoltura con funerali nazionali di Corneliu Zelea Codreanu, furono arrestati ex dignitari del periodo del regime carlista, ritenuti colpevoli della morte del capitano. Con il pretesto di raccogliere testimonianze in preparazione dei processi, il Tribunale di Bucarest ordinò il trasferimento di alcuni degli arrestati in altre prigioni, proprio per timore di rappresaglie. Ştefan Zăvoianu, prefetto legionario della Polizia della Capitale, si rifiutò di eseguire le direttive. 

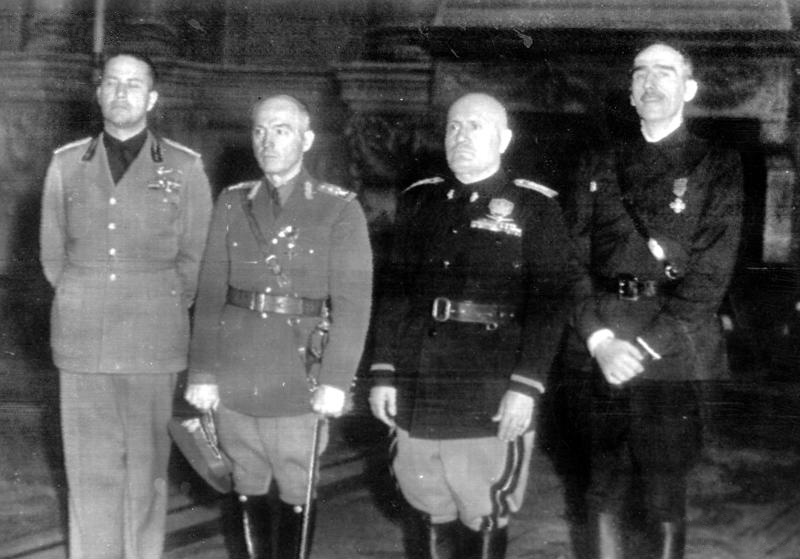
il Conducător Antonescu assieme a Galeazzo Ciano ed al Duce Mussolini.

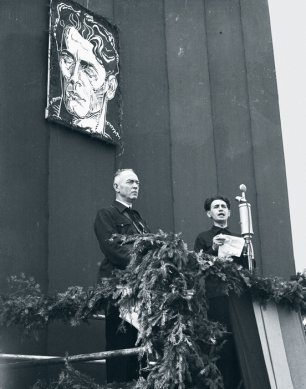
Ion Antonescu assieme a Horia Sima.

Il 26 novembre 1940 fu deciso che l'esercito sarebbe intervenuto per trasferire i prigionieri. In quel momento Zăvoianu decise che era giunto il momento di agire con urgenza. Così, nella notte tra il 26 e il 27 novembre, nel penitenziario di Jilava, vennero assassinati 64 ex dignitari del regime carlista che si trovavano in custodia cautelare. Tra loro c'erano: Gheorghe Argeșanu, ex Primo Ministro, Victor Iamandi, ex Ministro della Giustizia, Gabriel Marinescu, ex Prefetto della Polizia della Capitale e Ministro degli Interni, Mihail Moruzov, capo dei Servizi Segreti dell'Esercito rumeno, Ion Bengliu, comandante della Gendarmeria Rumena, e altri. Il giorno seguente vennero assassinati anche il professor Nicolae Iorga, ritenuto colpevole dello scoppio del conflitto in seguito al quale venne arrestato Zelea Codreanu, e Virgil Madgearu, leader nazional-contadino e feroce oppositore della Guardia di Ferro, Massacro di Jilava. Questi assassini dispiacquero profondamente ad Antonescu. Il 29 novembre Antonescu ordinò il disarmo della Polizia Legionaria e istituì la pena di morte per chi incitava alla ribellione. Tuttavia, l'ordine venne trasformato dal Ministro degli Interni nel trasferimento di personale dalla Polizia Legionaria alle unità di polizia regolari. Il conflitto tra le due parti si manifestò prima con uno scambio pubblico di lettere con accuse reciproche, poi con prese di posizione in vari incontri pubblici: da un lato Antonescu contro i legionari, da lui invitati a rispettare l'ordine e la legalità, dall'altro Horia Sima che esigeva la realizzazione della rivoluzione legionaria. L'arbitro di questa disputa fu Adolf Hitler. Il 14 gennaio 1941 Antonescu si recò a Berlino per incontrare Hitler. Horia Sima si rifiutò di recarsi allo stesso incontro, ritenendo più opportuno restare nel Paese per preparare l'azione volta a rimuovere Antonescu. A Berlino, Hitler rimase colpito dall'appello di Antonescu, in cui dimostrava che i legionari, con le loro politiche, avevano gettato la Romania nel caos. I due si promisero reciproca collaborazione e sostegno, e il Führer gli diede carta bianca per ristabilire l'ordine nel Paese. Hitler era convinto che Antonescu fosse l'uomo su cui poteva contare: fermo, preparato, di parola e con un'influenza schiacciante nell'esercito. Credeva che fosse più vantaggioso per la Germania avere a capo dello Stato rumeno il generale Ion Antonescu piuttosto che Horia Sima.

Bandiera della Guardia di Ferro.

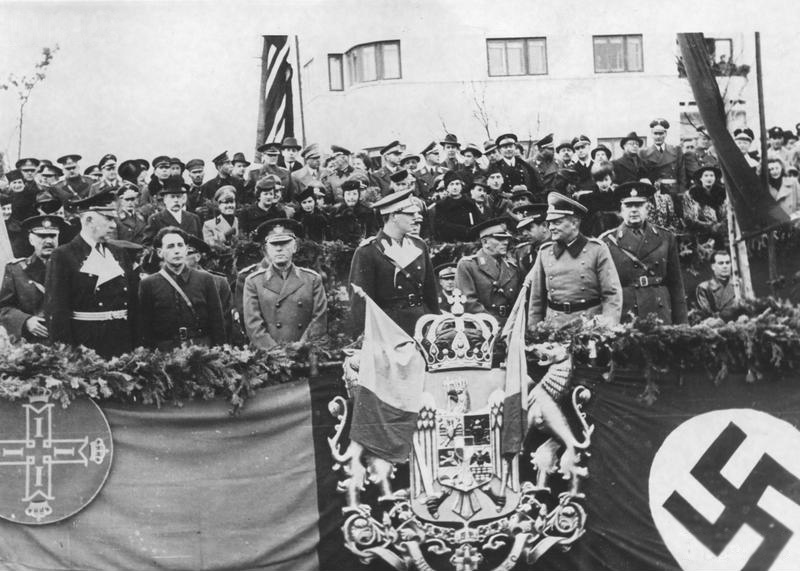
Antonescu e re Michele I alle celebrazioni per l'entrata della Romania nell'Asse.

Il conflitto vero e proprio fu innescato dall'assassinio di un ufficiale tedesco, il maggiore Doring. Antonescu diede un ultimatum al ministro degli Interni legionario, Constantin Petrovicescu, affinché scoprisse gli assassini e prendesse misure contro di loro. Petrovicescu non riuscì a risolvere la questione e Antonescu decise di licenziare lui e Alexandru Ghica, il capo della Sicurezza, dai loro incarichi il 20 gennaio 1941. Su sollecitazione dei legionari, il giorno dopo, i due si rifiutarono di cedere i loro incarichi ai nuovi incaricati di Antonescu e i legionari occuparono gli edifici del Ministero degli Interni e della Sicurezza per difenderli in caso di un intervento armato. Fu così che si innescò la rivolta dei legionari. I legionari passarono a organizzare distaccamenti paramilitari, barricandosi nei quartier generali e occupando istituzioni speciali. Antonescu abolì anche le commissioni di rumenizzazione e sostituì tutti i prefetti e i questori legionari. Per due giorni, soprattutto a Bucarest, si verificarono violenti scontri di strada. Ci furono rapine, omicidi, massacri. 3.400 edifici e istituzioni furono devastati e circa 1.000 tra civili, soldati, ufficiali e persone innocenti furono uccise. A causa degli scontri, a soffrire fu in particolar modo la popolazione ebraica della città; i crimini commessi in questo contesto sono noti anche come Pogrom di Bucarest. In tutto il Paese furono causati danni per un valore di 1 miliardo di lei, con grande scontento dell'opinione pubblica del Paese. Grazie all'intervento diretto dell'esercito rumeno sotto il comando di Antonescu, l'ordine fu ripristinato il 23 gennaio 1941. Circa 8.000 legionari furono catturati, processati e condannati a varie pene. Tuttavia, Antonescu non impedì la partenza di un gruppo di 700 legionari verso la Germania, tra cui Horia Sima. L'evento fu considerato dai legionari un colpo di stato di Antonescu, volto ad accentrare il controllo dello Stato nelle sue mani, usando l'esercito per allontanarli dal potere; i seguaci di Antonescu affermarono invece che l'esercito era intervenuto per ristabilire l'ordine pubblico. Il problema sorge perché i legionari affermavano che Antonescu avrebbe forzato la sostituzione dei due dignitari prima che la decisione apparisse sulla "Gazzetta Ufficiale". Secondo le norme di legge, un decreto diventa valido dopo la sua pubblicazione nella "Gazzetta Ufficiale". Qui appare un'interpretazione degli eventi che ebbero luogo in un momento di crisi, perché i legionari occuparono le rispettive istituzioni senza un'autorizzazione giuridica. Inoltre, il decreto che gli conferiva pieni poteri nello Stato specificava che Antonescu poteva nominare persone per incarichi pubblici, con il diritto anche di licenziarle. In questo senso i legionari, occupando le istituzioni pubbliche, si ponevano in una situazione di insubordinazione al "capo dello Stato".
Il 27 gennaio 1941, il generale Antonescu formò un nuovo governo composto da militari e tecnici. Mihai Antonescu, amico ma non parente del generale, venne nominato vicepresidente del Consiglio dei ministri. Il 14 febbraio 1941 lo Stato nazional-legionario fu abolito. Inoltre, Antonescu non permise al re di interferire negli affari di Stato. Presso il Palazzo Reale venne creata una vera e propria rete di informatori: il personale era obbligato a segnalare al capo dello Stato ogni “azione sospetta”, mentre le conversazioni telefoniche venivano intercettate e stampate. Il 2 marzo 1941, Antonescu organizzò un plebiscito, "privo di libertà e sincerità" secondo Iuliu Maniu, per ottenere l'approvazione della politica da lui promossa, che legittimava l'instaurazione della dittatura militare. Rispondendo ai memorandum indirizzati da Maniu e Brătianu, il generale affermò: "Se credete che nelle attuali circostanze si possa perseguire una politica diversa, sono pronto a cedervi il mio posto, per consentirvi di servire meglio il Paese, passando così dalla critica all'azione". Nessuno voleva assumersi una simile responsabilità in quel contesto storico. Il 10 maggio 1941, giorno della festa nazionale della Romania, con decreto firmato da Ion Antonescu, re Michele fu elevato al grado di maresciallo, il testimone gli fu consegnato dal capo dello Stato.

#### Invasione dell'Unione sovietica

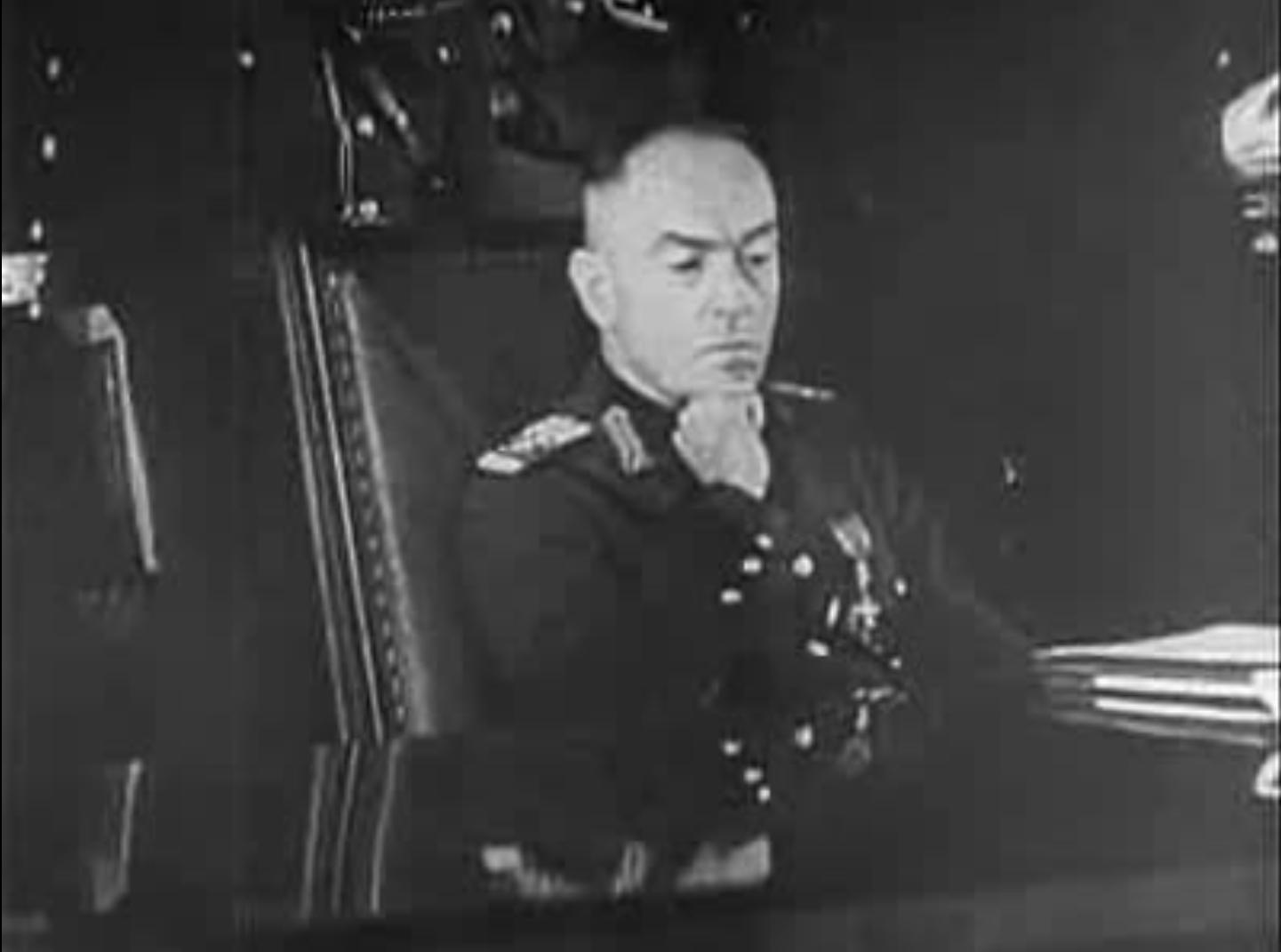
Ion Antonescu, Conducător di Romania.

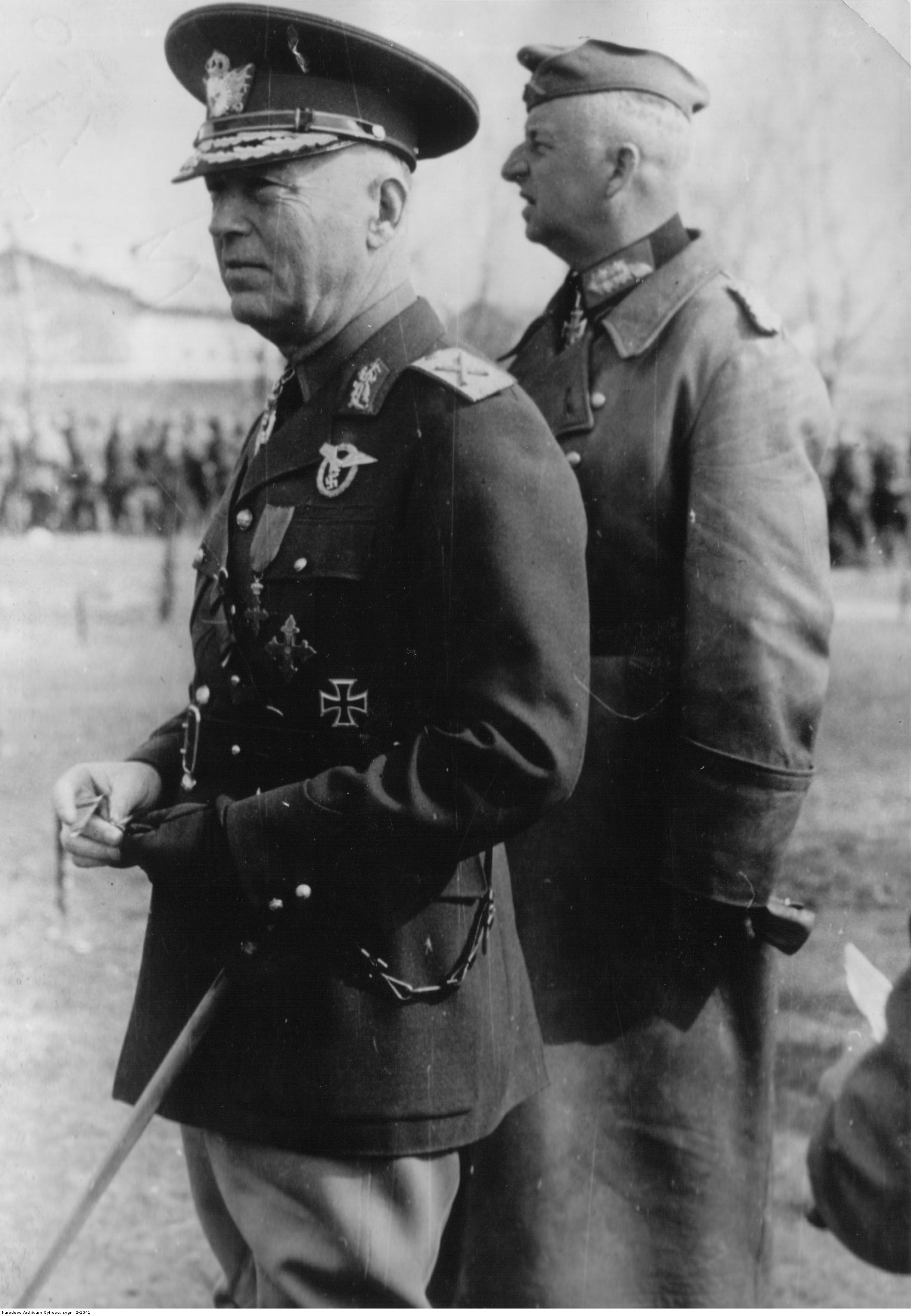
Ion Antonescu e Erich von Manstein

Il 22 giugno 1941 Hitler decise di attuare l'Operazione Barbarossa, il piano per invadere l'Unione Sovietica; di sua iniziativa, Antonescu decise che la Romania avrebbe partecipato al fianco della Germania. L'esercito rumeno attraversò il Prut con l'obiettivo dichiarato di liberare i territori rumeni occupati dall'Armata Rossa l'anno precedente. Dodici divisioni rumene furono impegnate nella battaglia. Sebbene re Michele fosse il "capo dell'esercito", non venne consultato in merito a questa decisione. Tuttavia, Michele inviò un telegramma al generale esprimendo il suo appoggio a questo atto: "Nel momento in cui le nostre truppe attraversano il Prut e le foreste della Bucovina per riunire il sacro paese della Moldavia di Stefano il Grande, il mio pensiero si rivolge a vostra signoria, generale, e ai soldati del paese". Il 5 luglio 1941 venne liberata la città di Černivci e il 16 luglio quella di Chişinău. L'offensiva a est e a nord del Prut, condotta in collaborazione con l'11ª armata tedesca, sui cui fianchi operavano le divisioni e le brigate rumene, raggiunse i confini orientali della Romania interbellica. Il 26 luglio 1941 le truppe sovietiche vennero respinte oltre il Dnestr. Re Michele e Antonescu effettuarono insieme le ispezioni al fronte. La sera dell'8 luglio Antonescu telefonò al re a Sinaia e gli disse di tenersi pronto entro due ore per partire per un'ispezione al fronte. A mezzanotte Michele partì per Bucarest e la mattina dopo si spostò in prima linea. In occasione della liberazione della Bessarabia e della Bucovina settentrionale, il sovrano tenne un discorso radiofonico in cui elogiò l'azione militare, ed il 24 luglio fece visita a Cernăuţi insieme ad Antonescu. "Per i servizi resi alla patria e al trono sul campo di battaglia", Ion Antonescu fu promosso al grado di Maresciallo il 21 agosto 1941 dal re Michele. L'entourage del Palazzo e i leader dei partiti storici non erano d'accordo con la continuazione della guerra oltre il Dnestr. In risposta, Antonescu dichiarò di aver promesso a Hitler che lo avrebbe sostenuto nel proseguimento della guerra e di non voler mancare alla parola data. Il maresciallo sperava anche che attraverso questo atteggiamento sarebbe riuscito a creare le condizioni necessarie per la liberazione della Transilvania nordoccidentale.

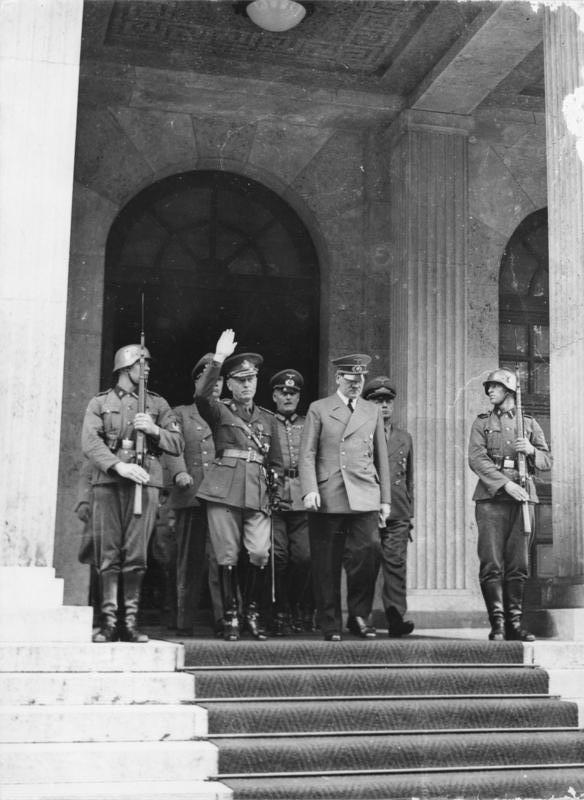
Il Conducător ed il Fuhrer in Germania.

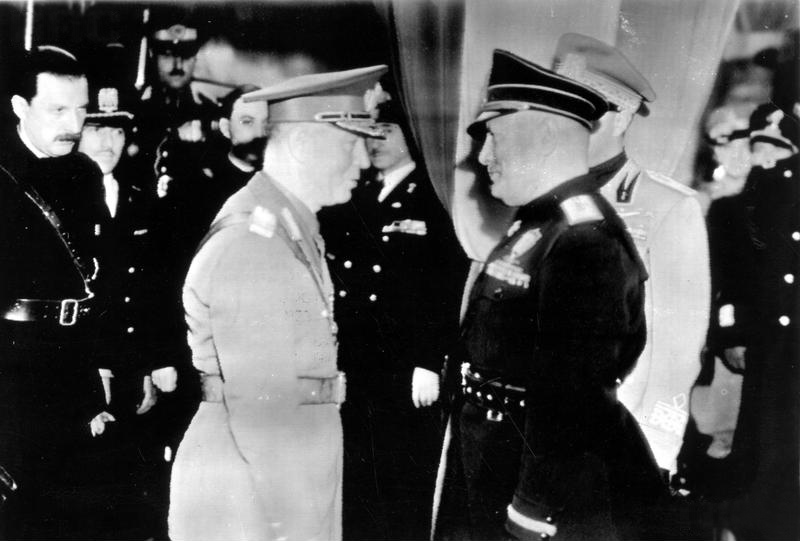
Mussolini accoglie Antonescu a Roma.

Tra il 1° e il 15 settembre 1941 ebbe luogo la battaglia del fiume Dnepr, combattuta dalla Terza Armata rumena, guidata dal generale Petre Dumitrescu, e fino all'11 ottobre 1941 venne combattuta la battaglia del Mar d'Azov. La battaglia più feroce fu quella per la conquista di Odessa, tra agosto e ottobre del 1941. L'operazione fu comandata dal generale Nicolae Ciupercă. L'8 agosto 1941 Antonescu ordinò la conquista di Odessa "in movimento", ma la realtà non corrispose a questi piani. I sovietici riuscirono a resistere per due mesi. Il 3 settembre il generale Ciupercă inviò un promemoria ad Antonescu in cui riferiva sulle precarie condizioni delle divisioni in prima linea, esauste dopo un mese di offensiva permanente, sul basso morale dei soldati dovuto ai combattimenti in terra straniera e sui piani di attacco inadeguati alle condizioni del terreno, proponendo un piano di battaglia alternativo. Il maresciallo respinse il memorandum e sostituì Ciupercă con il generale Iosif Iacobici, al quale incaricò di eseguire gli ordini ricevuti senza discuterne. Sebbene il 16 ottobre 1941 l'esercito rumeno fosse entrato vittoriosamente a Odessa, la campagna si rivelò disastrosa: furono registrate 92.545 perdite (17.729 morti, 63.345 feriti e 11.471 dispersi) su circa 340.000 combattenti. La sera del 22 ottobre, alcuni sovietici fecero saltare in aria l'edificio del quartier generale delle truppe rumene a Odessa, uccidendo 16 ufficiali rumeni, 46 soldati e sottufficiali, diversi civili e 4 ufficiali della marina tedesca. In una spontanea reazione di vendetta, circa 5.000 persone della popolazione civile locale, principalmente ebrei, furono uccise per le strade della città. Inoltre, nei giorni successivi, si segnala l'uccisione di circa 13.000 persone. I comunisti accusarono Antonescu di aver ordinato le rappresaglie contro la popolazione civile di Odessa, che fu l'accusa principale al processo del 1946. I comunisti accusarono anche Gheorghe Alexianu, governatore della Transnistria dall'agosto 1941, di aver supervisionato personalmente questo massacro e di aver organizzato la deportazione di 20.000 ebrei e rom in Transnistria. Il maresciallo Ion Antonescu negò categoricamente di aver impartito un simile ordine.

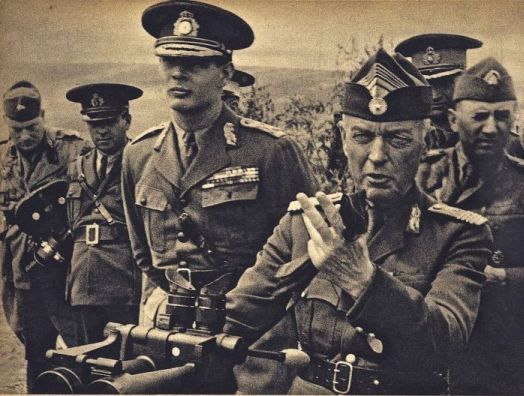
Michele I assieme a Ion Antonescu.

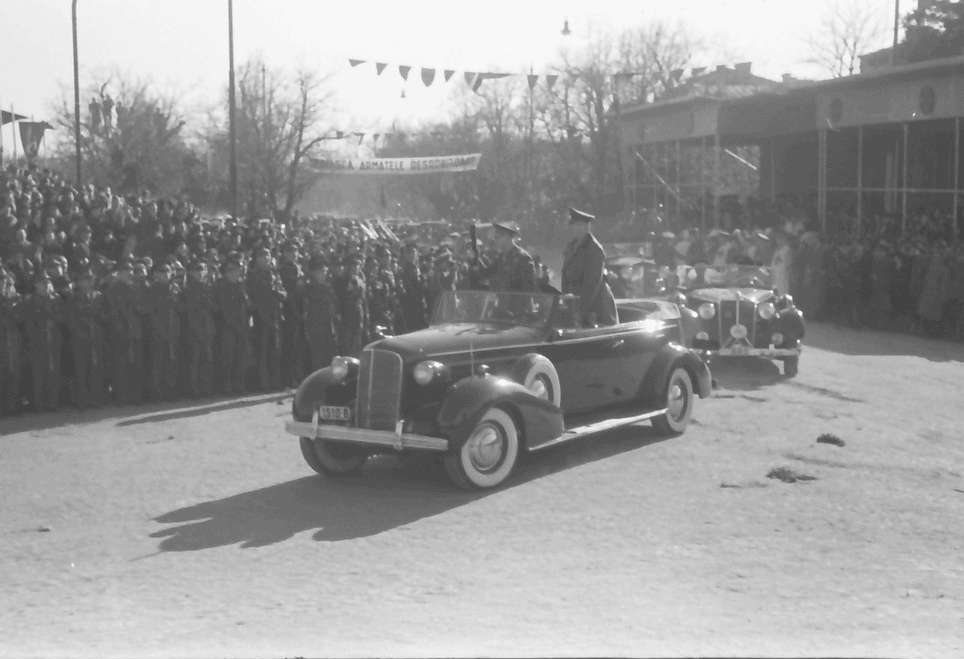
Antonescu ed il feldmaresciallo Keitel entrano nella città conquistata di Odessa.

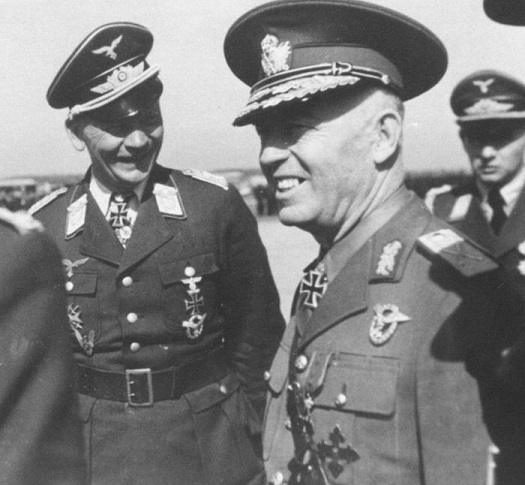
Il Conducător Antonescu assieme a Wolfram von Richthofen nel 1943.

Dopo Odessa seguì la battaglia di Crimea. Il rigido inverno russo avvantaggiò i sovietici, abituati a un simile clima, che riuscirono a resistere fino alla primavera del 1942. Il 4 luglio 1942, dopo 8 mesi di assedio da parte delle truppe tedesco-rumene, Sebastopoli, unico bastione difensivo sovietico nella penisola di Crimea, fu occupata. Nell'estate del 1942 venne lanciata l'offensiva verso Stalingrado, alla quale parteciparono la 3a e la 4a Armata dalla Romania. Anche 7 divisioni rumene furono impegnate negli scontri nel Caucaso. Nel novembre 1942 venne attaccata la linea difensiva esterna di Stalingrado. Le truppe sovietiche riuscirono a respingere l'offensiva e l'esercito rumeno fu decimato nelle battaglie presso l'ansa del fiume Don e nella steppa della Calmucchia. Dopo aver subito perdite pari a circa 100.000 tra morti e dispersi (l'80% del totale delle truppe impegnate nella battaglia), le truppe rumene furono costrette a ritirarsi. Antonescu fece ricorso a mezzi propagandistici per indurre l'opinione pubblica a credere che il re fosse d'accordo a continuare la guerra. Alla fine di luglio 1942, Michele fece una nuova visita al fronte di Crimea, dove l'esercito rumeno aveva subito pesanti perdite, essendo accompagnato permanentemente da alti ufficiali hitleriani. Gradualmente il monarca cominciò a prendere le distanze dalle posizioni di Antonescu. Un esempio di ciò è il discorso pronunciato alla radio in occasione del Capodanno del 1943: «L'augurio che rivolgo in questa occasione al mio popolo, al quale la storia ha finora inflitto tante sofferenze, intervallate solo da rari sprazzi di giustizia, è che la fine del sanguinoso tumulto che dilania l'umanità gli porti la definitiva consacrazione dei suoi imperituri diritti». 

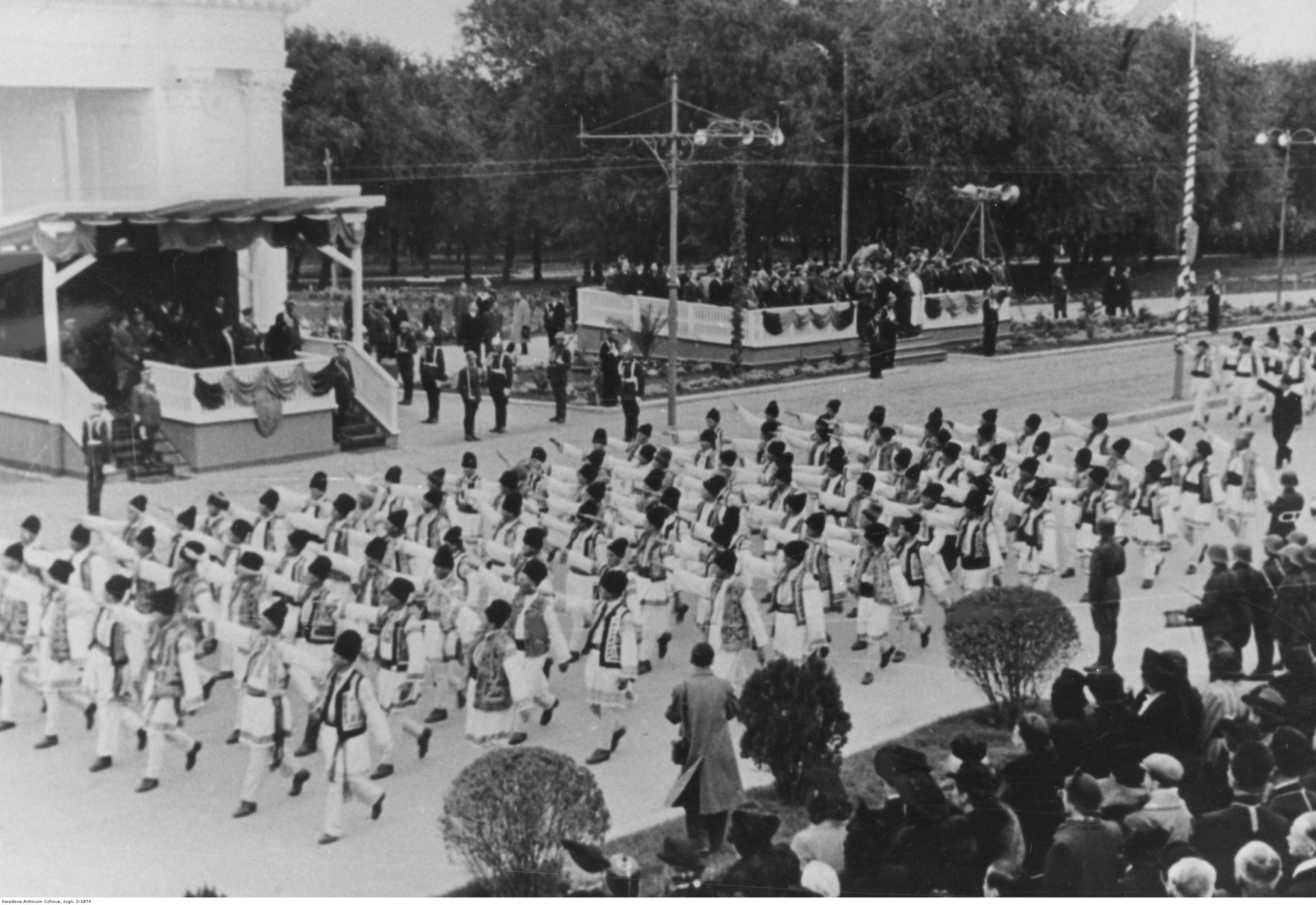
Sfilata militare a Chișinău, alla presenza del re Michele I e di Ion Antonescu.

Da questo momento in poi i rapporti tra i due cominciarono a raffreddarsi notevolmente. A partire dall'inverno 1942/1943 la guerra prese una piega inaspettata. Le truppe tedesche furono colte di sorpresa dall'inverno siberiano mentre si ritiravano dal fronte di Stalingrado. Così l'esercito tedesco fu decimato e gli alti costi della campagna di Hitler in URSS fecero pendere l'ago della bilancia a favore degli Alleati. In questo contesto, i leader democratici intensificarono le azioni di protesta e i contatti esterni per negoziare le condizioni dell'uscita della Romania dalla guerra. Iuliu Maniu, presidente del PNŢ, e Dinu Brătianu, presidente del PNL, inviarono dei promemoria al maresciallo chiedendo che il Paese uscisse dalla guerra e che fossero ripristinati i diritti e le libertà democratiche. I due si rivolsero a re Michele, sperando di convincerlo a schierarsi dalla loro parte contro il regime antidemocratico. Il 22 agosto 1943 si rivolsero per la prima volta al Re, esprimendo le loro intenzioni e spiegando che non si erano rivolti a Sua Maestà fino a quel momento perché "non ritenevamo giusto che la Corona fosse in alcun modo coinvolta in discussioni politiche in tempo di guerra".

#### Tentativi di pace

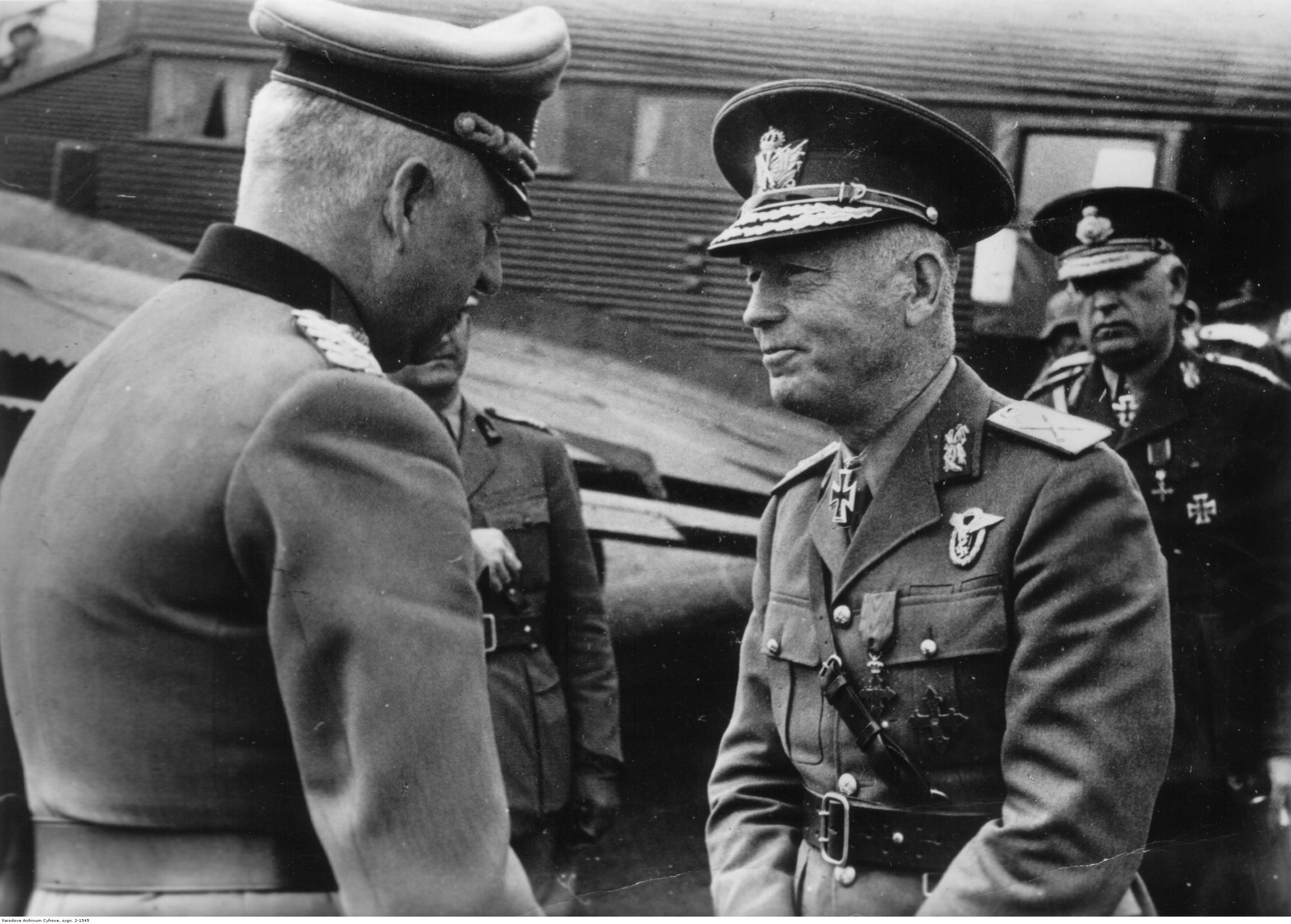
Antonescu scende da un Junkers Ju-52.

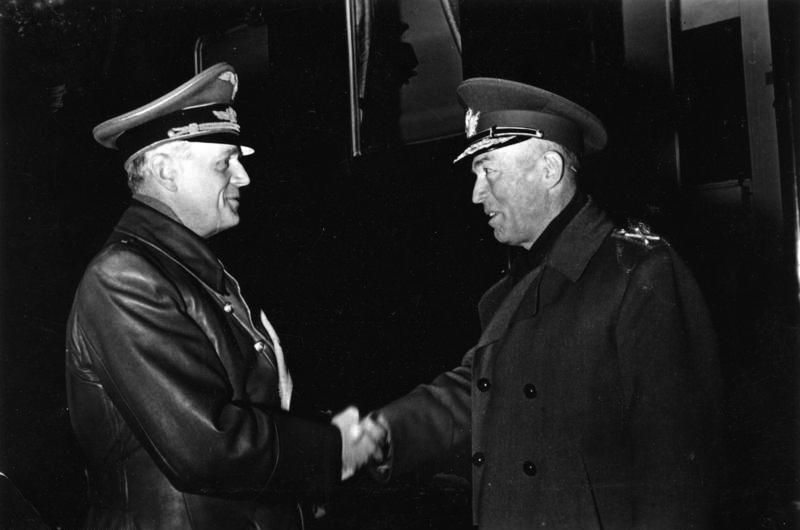
Antonescu assieme a von Ribbentrop, ministro degli esteri della Germania.

Dopo la sconfitta dei tedeschi a Stalingrado, l'Armata Rossa passò all'offensiva: tra l'ottobre 1943 e il maggio 1944, i sovietici riconquistarono la Crimea. Dei 60.000 rumeni impiegati all'inizio delle operazioni militari, 42.250 tornarono nel paese. Il 24 marzo 1944 l'Armata Rossa raggiunse il Dnestr e due giorni dopo il corso superiore del Prut. L'esercito rumeno si trovava in una situazione drammatica: la maggior parte dei soldati aveva il morale a terra. In questo contesto, sia i leader dell'opposizione che il governo Antonescu avviarono trattative per l'uscita della Romania dalla guerra. Victor Antonescu intraprese azioni diplomatiche personali, ma i negoziati ad Ankara tardarono a produrre risultati favorevoli. Con l'accordo di Antonescu, nel marzo 1944, Maniu e Brătianu inviarono Barbu Ştirbey al Cairo per negoziare i termini dell'armistizio. L'importanza di queste negoziazioni è stata sopravvalutata, poiché non produssero alcun risultato. Alla conferenza di Teheran (28 novembre - 1 dicembre 1943), USA, Gran Bretagna e URSS decisero di non negoziare con le potenze dell'Asse e i loro satelliti, ma di imporre la formula della resa incondizionata. Così, il 12 aprile, la condizione dell'armistizio per la delegazione rumena fu la "resa incondizionata". Il maresciallo rifiutò l'offerta e discusse con Iuliu Maniu, dicendogli che se il leader del PNŢ avesse ritenuto accettabili queste condizioni, era pronto a consegnargli la guida del Paese. Maniu rifiutò. Inoltre, tramite i suoi rappresentanti, Antonescu aveva condotto a Stoccolma, fin dal novembre 1943, le trattative per l'armistizio, che però furono ritardate perché il maresciallo espresse la sua sfiducia nelle promesse sovietiche e voleva ottenere la certezza che la Romania avrebbe recuperato tutti i territori persi nell'estate del 1940.

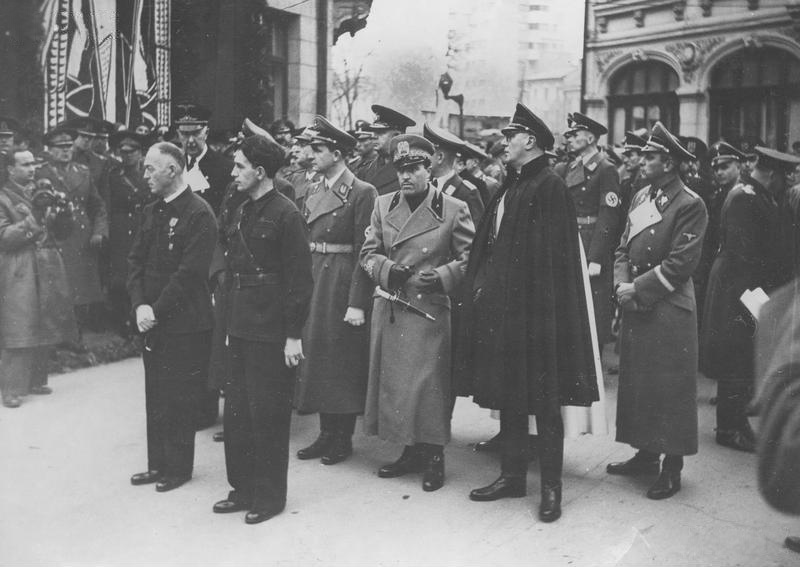
Antonescu assieme a Horia Sima.

Oltre ai leader democratici, in un colloquio con Michele I alla fine di aprile del 1944, Lucreţiu Pătrăşcanu dichiarò che il Partito Comunista, sebbene repubblicano, era determinato a collaborare con la monarchia e a sostenerla in ogni azione volta a far uscire la Romania dalla guerra. Nel periodo successivo si svolsero numerosi incontri segreti al Palazzo Reale tra Michele, membri stretti della cerchia reale, Iuliu Maniu, Dinu Brătianu, Constantin Titel-Petrescu, il leader del PSD, e Lucreţiu Pătrăşcanu, il rappresentante del PCR. L'idea di destituire Antonescu e formare un governo capace di far uscire il paese dalla guerra veniva sempre più accreditata, ma Iuliu Maniu si rifiutò sistematicamente di assumere la guida del paese, sostenendo che Antonescu era l'unico autorizzato a raggiungere tale obiettivo. Il 20 giugno 1944 venne firmato l'atto costitutivo del Blocco Nazionale Democratico, una coalizione tra PNŢ, PNL, PSD e PCR, attraverso il quale si impegnavano ad agire per concludere un armistizio con le Nazioni Unite, rimuovere il regime dittatoriale e sostituirlo con un regime costituzionale democratico. Nel periodo successivo, gli incontri a Palazzo tra re Michele e i leader dei quattro partiti si intensificarono. Durante questi incontri vennero discussi il metodo per rovesciare il maresciallo e risolvere la questione del nuovo governo. Iuliu Maniu rifiutatò le proposte di diventare primo ministro, optando per un governo composto da militari e tecnici, sostenuto politicamente dal BND.

### Caduta di Antonescu

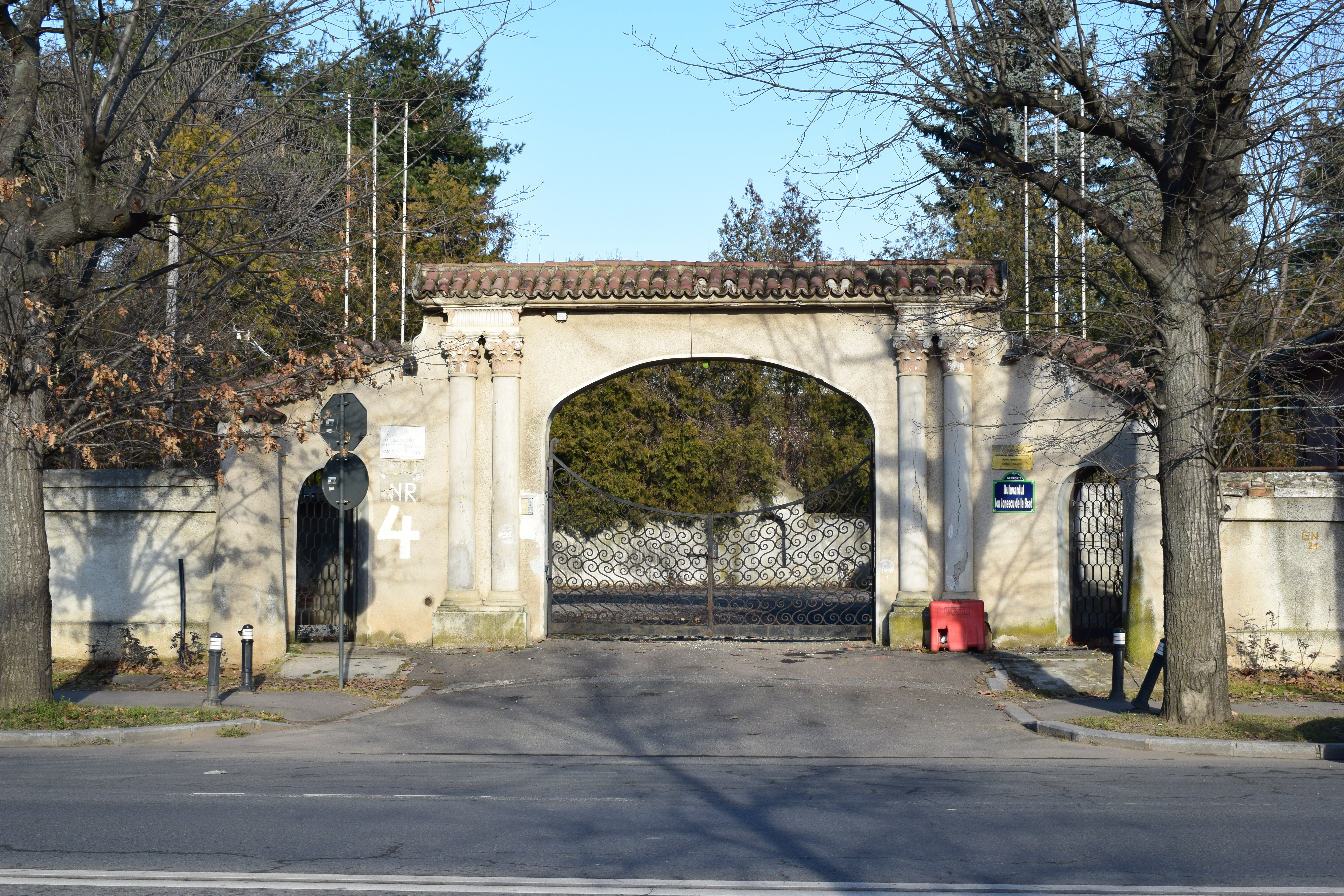
L'ingresso della villa del Conducător Ion Antonescu nella capitale rumena.

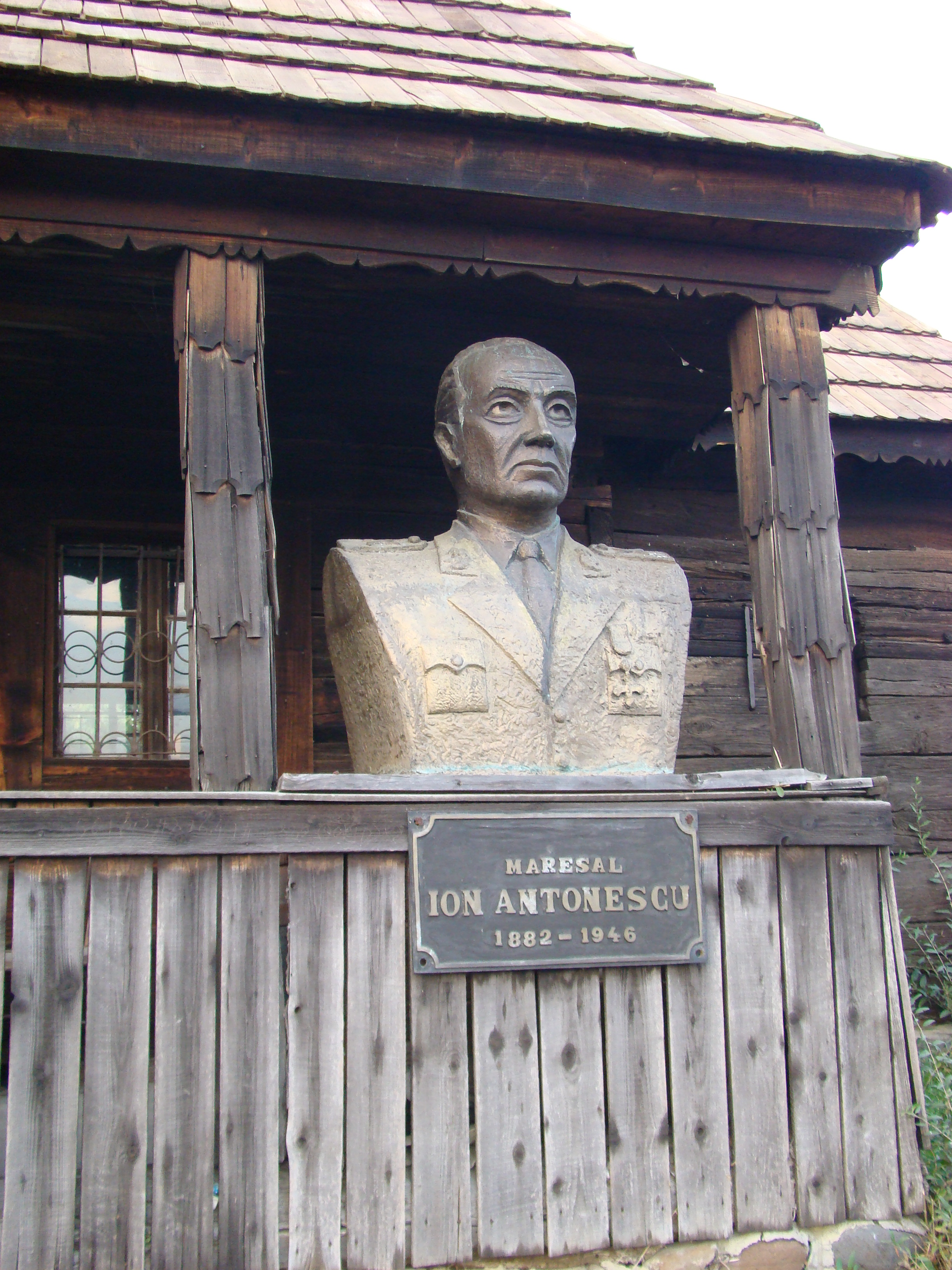
Busto di Ion Antonescu.

Il Palazzo reale di Bucarest che oggi ospita il Museo nazionale d'arte rumeno.

Il 20 agosto 1944, l'esercito sovietico lanciò un'offensiva a ovest del Prut contro la Quarta Armata rumena e a sud di Tiraspol, all'incrocio tra la Sesta Armata tedesca e la Terza Armata rumena. Il basso morale dei soldati fece sì che in due giorni l'Armata Rossa occupasse la Bessarabia e la Moldavia, annientando il Gruppo d'armate "Ucraina meridionale". Da quel momento in poi, i sovietici avevano aperto la strada per la Valacchia e l'accesso ai giacimenti petroliferi di Ploieşti. L'esercito rumeno si ritirò sulla linea fortificata Focşani-Nămoloasa-Brăila per fermare l'offensiva dell'Armata Rossa. La Romania si stava avvicinando alla catastrofe. Nella notte tra il 21 e il 25 agosto 1944 si tenne un nuovo incontro segreto al Palazzo Reale; in questa occasione fu confermata la data del 26 agosto 1944 per il rovesciamento di Antonescu, ma non si escluse la possibilità di anticipare questa azione, optando per il 24 agosto. In seguito ai negoziati svoltisi a Stoccolma, il maresciallo ottenne la promessa della creazione di una zona neutrale e un termine di 15 giorni per il ritiro dell'esercito tedesco. Sempre la sera del 22 agosto 1944, Antonescu arrivò a Bucarest dal fronte ed ebbe un colloquio con Ion Mihalache. La mattina seguente presiedette una riunione del governo, durante la quale annunciò che nel pomeriggio sarebbe ripartito per il fronte. Il telegramma con cui l'URSS accettava le condizioni dell'armistizio giunse al Ministero degli Affari Esteri quella stessa mattina, ma fu trattenuto da Grigore Niculescu-Buzeşti e mostrato a Maniu. Questi a sua volta informò il re del contenuto del telegramma. Maniu insistette affinché si rivolgesse nuovamente al maresciallo per chiedergli imperativamente di concludere l'armistizio, affermando che l'opposizione lo avrebbe sostenuto in tal senso. In un incontro a Snagov, Gheorghe Brătianu chiese ad Antonescu di concludere l'armistizio, ma Antonescu esigeva che gli venissero presentate garanzie scritte. Iuliu Maniu e Dinu Brătianu rifiutatarono. Alle 10:30 Antonescu diede istruzioni al suo capo di stato maggiore militare di chiedere un'udienza con il re per le 16:00. Anche il vicepresidente del Consiglio dei ministri Mihai Antonescu chiese un'udienza personale per le 15.30. Poiché non sapevano il motivo per cui il maresciallo aveva chiesto udienza, Mihai, insieme al generale Aurel Aldea, al generale Constantin Sănătescu, Grigore Niculescu-Buzeşti, Ioan Mocsony-Starcea e Mircea Ioanițiu, discussero l'atteggiamento da adottare. Si decise di anticipare l'arresto di Antonescu, nel caso in cui non avesse accettato di concludere l'armistizio.

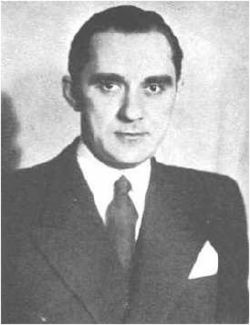
Fotografia del ministro Mihai Antonescu.

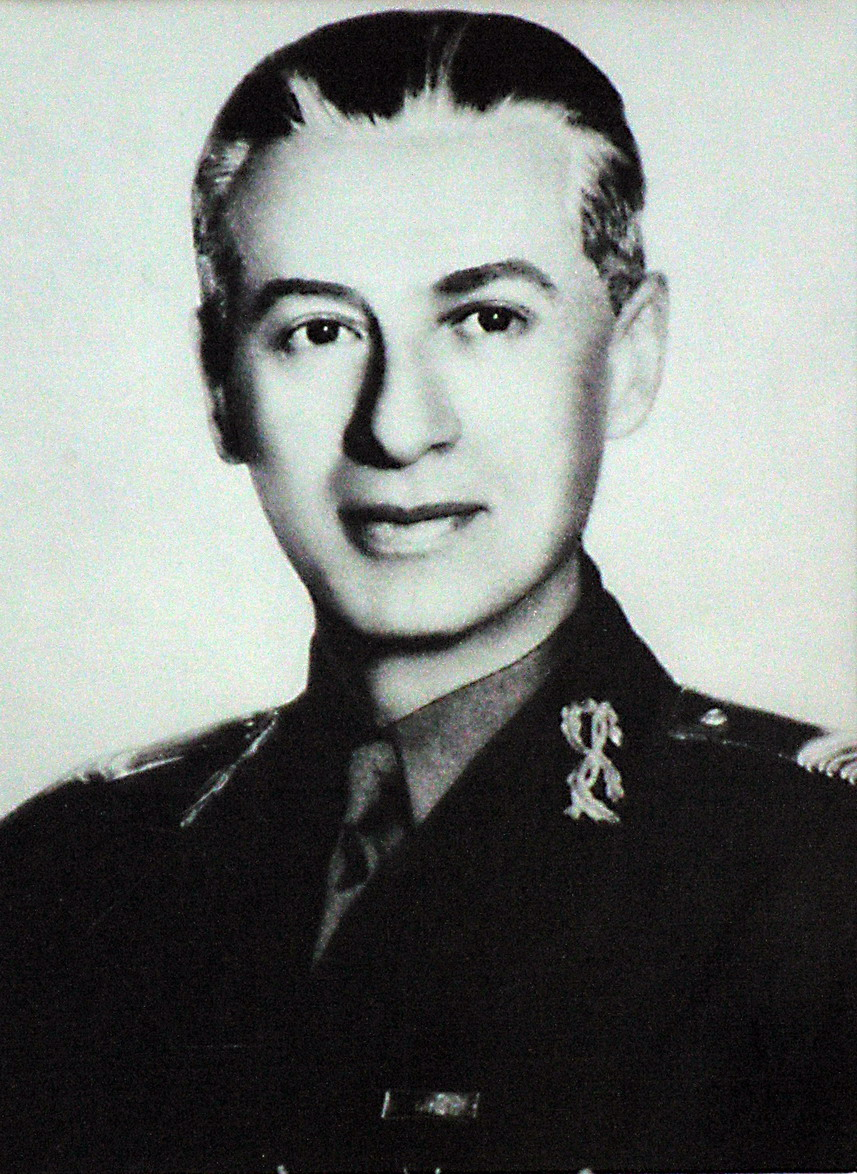
il generale Constantin Sănătescu.

Mihai Antonescu arrivò a Palazzo all'ora stabilita ed espresse al re il suo desiderio di rinviare la conclusione dell'armistizio, informandolo delle misure diplomatiche da lui stesso adottate, che avrebbero potuto portare alla Romania condizioni più vantaggiose. Il sovrano non diede alcuna risposta ma gli chiese di restare per l'udienza concessa al maresciallo. Ion Antonescu arrivò alle 16:05 e fu accolto dal colonnello Emilian Ionescu, che lo indirizzò alla stanza gialla al piano terra. All'incontro parteciparono il re Michele, Ion Antonescu, Mihai Antonescu e il generale Constantin Sănătescu. Il re parlò: "Ho sentito che i russi hanno sfondato il fronte. Vorrei sapere quali misure intendete adottare." Antonescu riconobbe che i russi stavano avanzando, ma che questa avanzata era stata prevista e sarebbe stata fermata al momento e nel luogo opportuni. Il re intervenne: "La situazione è critica. Non abbiamo tempo da perdere e credo che dobbiate chiedere immediatamente un armistizio". "Chiederò l'armistizio solo a determinate condizioni. Devo avere la garanzia di non perdere la Bessarabia e la Transilvania", rispose il maresciallo. Mihai protestò, dichiarando: "Non possiamo iniziare a contrattare a quest'ora tarda e nella situazione in cui ci troviamo". Gli interventi e i commenti del re resero Antonescu visibilmente nervoso. Continuò: "Se non mi verranno date garanzie, continuerò a combattere. Ritirerò l'esercito nei Carpazi e con l'aiuto dei tedeschi organizzerò un caposaldo di resistenza che i russi non prenderanno mai".

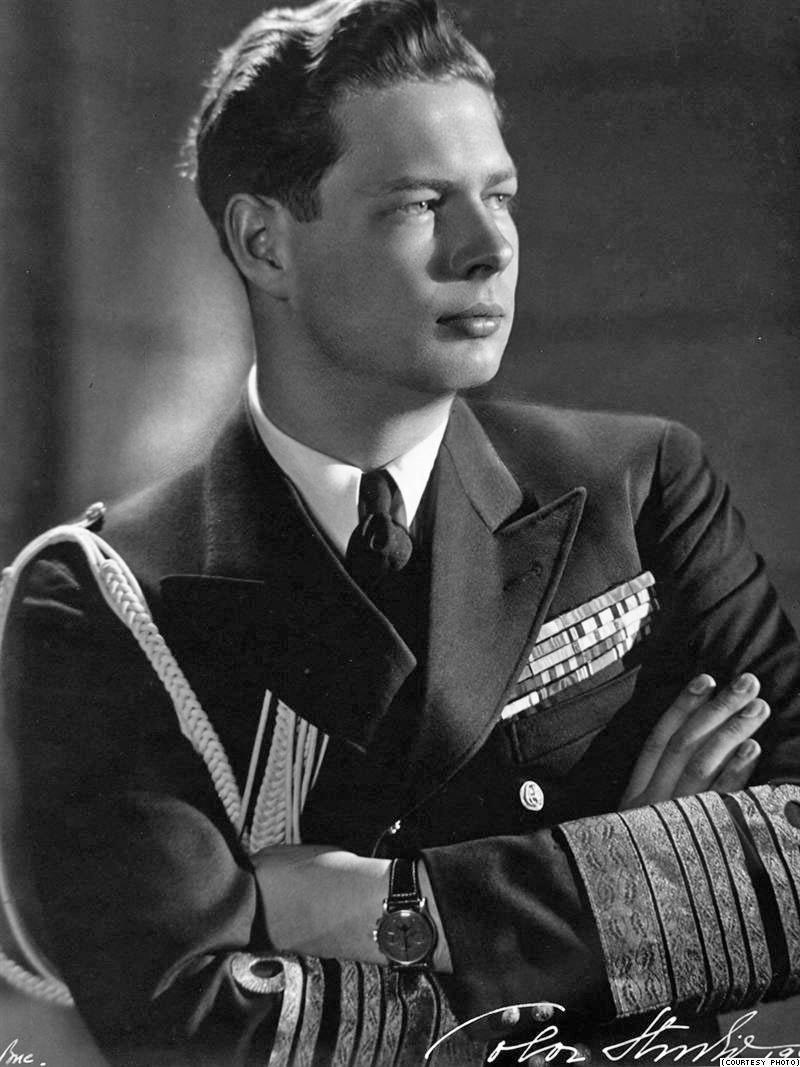
Fotografia del re Michele I di Romania.

Michele replicò: "Il che significa che l'intero Paese sarà rovinato. Le vostre proposte non hanno senso e non posso accettarle. Dovete chiedere un armistizio!" Sconcertato per qualche secondo da questa espressione di autorità, Antonescu dichiarò: "Mai!! Come posso lasciare il Paese nelle mani di un bambino!" Poi il sovrano uscì dalla stanza dicendo che andava a bere un bicchiere d'acqua. Dopo un ultimo consulto con i consiglieri di palazzo, il re tornò nel salone: "Ho ascoltato la vostra presentazione sulla situazione. Non sono d'accordo con le proposte. Considero la situazione estremamente grave, perché mette in pericolo l'esistenza del Paese e della nazione rumena. Per questo motivo, vi destituisco dalla carica di capo dello Stato!" Dopo aver pronunciato queste parole, Mihai lasciò il salone. La squadra militare incaricata di arrestare il maresciallo entrò immediatamente nella stanza. Sorpreso e infastidito, Antonescu si mise la mano in tasca, probabilmente per estrarre il fazzoletto, ma il sergente Dumitru Rusu lo afferrò per i gomiti, immobilizzandolo, pensando che volesse estrarre la pistola. Indignato, il maresciallo guardò Sănătescu: "Come osa un capo plotone mettere le mani sul capo dello Stato?" Secondo la sua abitudine, Sănătescu ordinò: "Sergente, togli le mani dal maresciallo"! Emilian Ionescu intervenne prontamente: "Eseguite!", con ciò intendeva l'ordine di arrestare i due Antonescu. Nel corridoio, il maresciallo Antonescu notò alcuni consiglieri del re: "Domani sarete tutti impiccati nella piazza del palazzo! Bastardi. Non vi rendete conto di quello che state facendo? State distruggendo il Paese e lo state consegnando nelle mani dei comunisti!" I due vennero condotti nella stanza blindata al primo piano del Palazzo Reale. Verso sera venne emanato il decreto reale che nominava Constantin Sănătescu presidente del Consiglio dei ministri. Informato dell'accaduto, l'ambasciatore tedesco Manfred von Killinger si recò a Palazzo per chiedere spiegazioni sulla sorte di Antonescu. Il sovrano rumeno confermò che il maresciallo era stato arrestato e affermò che "la volontà dell'intero Paese è quella di uscire dalla guerra contro gli Alleati". Dopo la partenza di Killinger, Emil Bodnăraş arrivò con una squadra per trasportare gli arrestati in un rifugio comunista. Il re acconsentì, chiedendo solo che non venissero fucilati. A partire dalle 22:12 fu trasmessa alla radio la proclamazione di re Michele al Paese:
Nell'ora più difficile della nostra storia, ritenevo, in pieno accordo con il mio popolo, che ci fosse una sola via per salvare il Paese dalla catastrofe totale: l'uscita dall'alleanza con le potenze dell'Asse e l'immediata cessazione della guerra con gli Alleati. [...]
rumeni,
la dittatura è finita e con essa cessa ogni oppressione. Il nuovo governo segna l'inizio di una nuova era in cui saranno rispettati i diritti e le libertà di tutti i cittadini. Accanto agli eserciti alleati e con il loro aiuto, mobilitando tutte le forze della nazione, attraverseremo i confini imposti dall'ingiusto diktat per liberare la terra della nostra Transilvania dall'occupazione straniera.
Il futuro del nostro Paese dipende dal coraggio con cui difenderemo la nostra indipendenza, armi in pugno, contro ogni attacco al nostro diritto di decidere del nostro destino. Con piena fiducia nel futuro della nazione rumena, intraprendiamo con risolutezza il cammino per creare la Romania di domani, una Romania libera, forte e felice.»
A mezzanotte, Hitler ordinò all'esercito tedesco in Romania "di reprimere il colpo di stato, catturare il re e la cricca di palazzo e formare un governo filo-tedesco nel caso in cui il maresciallo Antonescu non fosse più disponibile". Quella stessa notte Michele I fu portato a Dobriţa, nella contea di Gorj. All'alba venne effettuato un massiccio bombardamento sulla capitale, che distrusse numerosi edifici e danneggiò gravemente il Palazzo Reale situato in Calea Victoriei. Dopo duri combattimenti, il 26 agosto l'esercito rumeno riuscì a respingere l'attacco, dopodiché continuò l'azione di espulsione dei nazisti dal territorio nazionale. Il 31 agosto vennero rimessi in vigore 37 dei 138 articoli della Costituzione del 1923. Dopo il suo arresto, Ion Antonescu venne consegnato ai sovietici. Fu detenuto per quasi due anni nell'URSS.

### Processo e morte

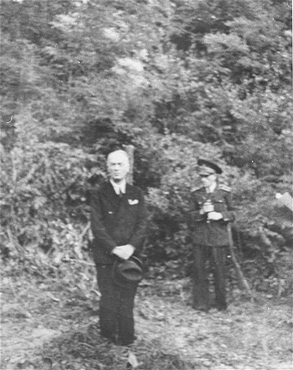
Antonescu prima della fucilazione.

Nel pieno della campagna elettorale, nel maggio 1946, si svolse il processo a Ion Antonescu; fu processato dal Tribunale del Popolo, istituito insieme alla Commissione alleata di controllo per indagare sui presunti criminali di guerra, secondo l'art. 14 del Patto di armistizio con la Romania. La sentenza fu pronunciata il 17 maggio 1946. Ion Antonescu fu condannato a morte per crimini di guerra. Nonostante avesse chiesto di essere giustiziato dai militari e non dalle guardie carcerarie, la sua richiesta gli fu rifiutata. La sentenza venne eseguita il 1° giugno 1946 alle 18:03 nel penitenziario di Jilava. Insieme a Ion Antonescu, ex "leader dello Stato", vennero giustiziati anche Mihai Antonescu, ex vicepresidente del Consiglio dei ministri e ministro degli Affari esteri, Gheorghe Alexianu, ex governatore della Transnistria, e Constantin Z. Vasiliu, ex sottosegretario di Stato presso il Ministero degli Interni. Prima di che il plotone sparasse, Antonescu alzò la mano destra in segno di saluto. Fu colpito alla testa e al petto due volte con un revolver, dopodiché gli furono sparati altri tre colpi con un fucile. Il medico legale dichiarò il decesso alle 18:15.
Dopo le elezioni truccate del 19 novembre 1946, i comunisti avviarono una campagna per prendere tutto il potere nello Stato ed eliminare qualsiasi forza di opposizione al nuovo regime. Il 10 febbraio 1947 la Romania firmò il trattato di pace con le Potenze alleate e associate. Dei territori persi nell'estate del 1940, solo la Transilvania nordoccidentale fu recuperata. Il 30 dicembre 1947, re Michele fu costretto ad abdicare e venne proclamata la Repubblica, che segnò l'instaurazione di un regime comunista in Romania.

## Antonescu e l'Olocausto
Il governo di Antonescu è stato accusato di aver causato la morte di 275 000 ebrei e di 5 000 rom. Un rapporto prodotto da una commissione ad hoc guidata dal premio Nobel Elie Wiesel (del quale il governo romeno prese atto nel 2004), affermava: "Irrefutabili e abbondanti prove documentali mostrano la responsabilità personale di Ion Antonescu nella deportazione e nella eliminazione di ebrei e rom che si trovavano sotto la giurisdizione rumena." Nel passato ci fu un dibattito sul ruolo personale di Antonescu nella partecipazione rumena all'Olocausto. Il rapporto, basato su informazioni d'archivio rese disponibili dopo la caduta del comunismo in Romania, sembrerebbe confermare anche una responsabilità di Antonescu, ma non vi è unanimità di pensiero sulla sua fattiva collaborazione con la Shoah e sul suo presunto antisemitismo, in un Paese dove sentimenti di questo tipo erano diffusi anche fra gli stessi oppositori al regime.
Immediatamente dopo essere salito al potere, Antonescu ampliò le leggi antiebraiche approvate da Gigurtu, anche se la matrigna di Antonescu, Frida Cuperman, era ebrea, così come la sua prima moglie, Rasela Mendel, che aveva sposato quando era addetto militare a Londra negli anni Trenta. Il suo migliore amico di gioventù era Wilhelm Filderman, che sarebbe diventato presidente delle comunità ebraiche di Romania. Durante il periodo 1941-1942 vennero approvati 80 regolamenti antiebraici. A partire dalla fine di ottobre del 1940 la Guardia di Ferro iniziò una massiccia campagna antisemita, aggredendo e malmenando gli ebrei e saccheggiando i loro negozi, che culminò in un fallito colpo di Stato e in un pogrom a Bucarest, nel quale vennero uccisi 120 ebrei. Antonescu fermò la violenza e il caos provocati dalla Guardia di Ferro e represse con durezza la ribellione, arrestando o esiliando in Germania i nazisti rumeni. Tuttavia, dal momento in cui la Romania entrò in guerra, le aggressioni contro gli ebrei erano diventate comuni, soprattutto durante il pogrom di Iași, dove 13 266 ebrei vennero uccisi nel luglio 1941. Sempre nel 1941, dopo l'avanzata dell'esercito romeno, come rappresaglia per i proditori attacchi subiti nel 1940 dai militari rumeni in ritirata dopo l'ultimatum sovietico, la responsabilità dei quali era stata addossata a presunti "gruppi di resistenza" ebraici, Antonescu ordinò la deportazione in Transnistria di ebrei dalla Bessarabia e dalla Bucovina settentrionale (tra gli 80 000 e i 150 000). Questi ebrei vennero considerati "agenti comunisti" dalla propaganda ufficiale. "Deportazione", - affermava il citato rapporto - era un eufemismo, dato che parte del processo consisteva nell'uccidere quanti più ebrei possibile prima di deportare il resto a est sui "treni della morte". Di quelli che sfuggirono all'iniziale pulizia etnica in Bucovina e Bessarabia, solo pochi riuscirono a sopravvivere nei campi di concentramento istituiti in Transnistria.
Ulteriori uccisioni bersagliarono la popolazione ebraica che l'esercito rumeno riuscì a catturare in Transnistria. Più di centomila vittime furono registrate in luoghi come Odessa (si veda massacro di Odessa), Bogdanovka e Akmecetka nel 1941 e nel 1942, sempre come rappresaglia per attentati ed attacchi subiti dall'esercito rumeno di occupazione in Ucraina. In parallelo, alcuni civili romeni, come l'infermiera Viorica Agarici intervennero per salvare le vite degli ebrei, mentre, dall'interno della comunità ebraica, il rabbino capo Alexandru Șafran e l'attivista Mișu Benvenisti si unirono con Wilhelm Filderman in proteste pubbliche contro le decisioni di Antonescu. Nel 1943 Filderman fu deportato a Mohyliv-Podil's'kyj, e alla fine ritornò. Antonescu pose fine alle deportazioni, nonostante le pressioni tedesche, nel 1943, quando iniziò a ricercare la pace con gli Alleati, anche se allo stesso tempo fece gravare pesanti tasse e il lavoro forzato sulla comunità ebraica, per eludere i sospetti di Hitler sulla Romania. Inoltre, sotto il regime di Antonescu, tredici navi lasciarono la Romania facendo rotta verso il mandato britannico della Palestina e trasportando 13 000 ebrei, ma il flusso migratorio venne bruscamente interrotto nel 1942, quando le autorità britanniche si rifiutarono di accogliere i rifugiati nel territorio da loro amministrato a seguito delle proteste della popolazione araba autoctona, preoccupata per gli effetti dei flussi migratori. La Romania e la Bulgaria furono i due soli Stati nell'area danubiano-balcanica che non consegnarono ai nazisti i loro ebrei nel quadro del progetto "soluzione finale". Vennero invece falcidiate le comunità ebraiche presenti nei territori romeni ceduti nel 1940 all'Ungheria (Transilvania settentrionale), e nei territori moldavi restituiti all'Unione Sovietica (Bessarabia e Bucovina Settentrionale).